# Universidad de Chile
La Universidad de Chile es una institución de educación superior pública de Chile, creada por ley de 19 de noviembre de 1842, e instalada el 17 de septiembre de 1843. Es la más antigua del país y tanto su Casa Central como la mayoría de sus dependencias se encuentran ubicadas en la Región Metropolitana de Santiago. 
Fundada luego de la reforma republicana a la colonial Real Universidad de San Felipe, y establecida como su sucesora legal, es dueña de una rica historia académica, científica y de extensión, llevando a cabo acciones que buscan resolver las problemáticas nacionales y de la región y contribuyendo de modo determinante en el desarrollo de Chile desde su creación hasta nuestros días. Esta casa de estudios ha sido reconocida como una de las mejores universidades del país debido a su liderazgo e innovación en el ámbito de la ciencia, la tecnología, las humanidades y las artes a través de las funciones de creación, extensión y docencia, enfatizando en el desarrollo de la investigación y postgrado.
Conocida como la Casa de Bello, en homenaje a su primer rector, el destacado humanista Andrés Bello, la Universidad se define como garante de una cultura clásica, humanista y secular. La Universidad de Chile es una de las 18 universidades del Consorcio de Universidades del Estado de Chile (CUECH) y una de las 27 que conforman el Consejo de Rectores de las Universidades Chilenas (CRUCH).
De sus aulas han egresado o realizado labores académicas gran cantidad de intelectuales y destacados líderes chilenos, entre los que destacan, 20 Presidentes de la República, 179 Premios Nacionales y 2 Premios Nobel.
Cuenta con más de 4 millones de m2 de superficie entre sus cinco campus universitarios, edificios de investigación, centros de atención de salud, museos, teatros, observatorios e infraestructura deportiva. Al año 2019, tiene más de 40 mil estudiantes de pregrado y postgrado con una oferta académica de 71 programas de pregrado, 39 programas de doctorado y 115 de magíster.
Atendiendo a su naturaleza pública, la Universidad de Chile realiza además una rica labor de extensión cultural a través del Teatro Nacional Chileno; sus cuerpos artísticos estables (Orquesta Sinfónica de Chile, Ballet Nacional Chileno, Camerata Vocal y Coro Sinfónico); el Museo de Arte Contemporáneo (MAC) y el Museo de Arte Popular Americano Tomás Lago, entre otras iniciativas.
Actualmente se encuentra acreditada por la Comisión Nacional de Acreditación (CNA-Chile) por un período de 7 años (de un máximo de 7), desde diciembre de 2018 hasta diciembre de 2025.Figura en la posición 2 dentro de las universidades chilenas según la clasificación webométrica SCImago Institutions Rankings (SIR) 2024.Está en la posición 1 según el ranking de Webometrics 2024. Es una de las cuatro universidades chilenas que figuran en el Ranking Académico de las Universidades del Mundo (ARWU o Shanghái), adjudicándose el lugar 1.Está en la posición 2 a nivel nacional en el QS Rankings 2024.Está en la posición 2 a nivel nacional en el ranking Times Higher Education 2024.

## Historia

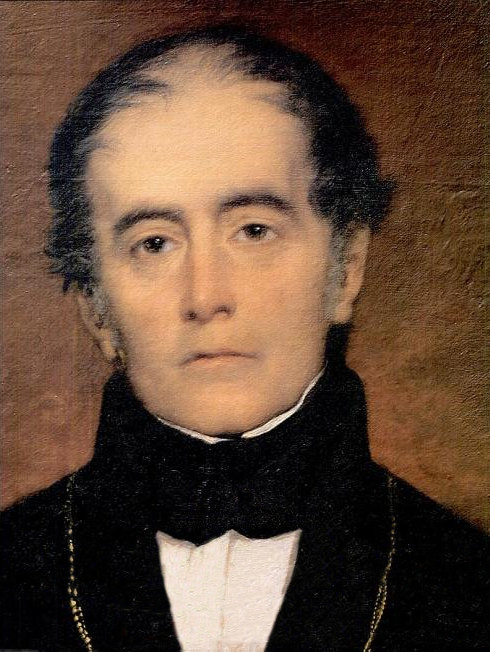
El venezolano Andrés Bello, rector fundador de la Universidad de Chile.

El proyecto de crear una nueva institución de educación superior en Chile nace junto con la independencia política del país. Con ese fin se crea el Instituto Nacional, buscando desarrollar las áreas del conocimiento postergadas por la rígida estructura académica de la Real Universidad de San Felipe.
Esta institución pierde constantemente sus facultades en pro del Instituto, terminando por llegar a una inmovilidad académica a mediados de la década de 1830. Durante el gobierno del presidente Manuel Bulnes se toma la decisión de suprimir a la alicaída institución colonial y remplazarla por un organismo nuevo al servicio de la nueva república. El principal impulsor de esta medida era el destacado humanista Andrés Bello, quien sería elegido por el gobierno para ser el primer rector de la nueva Universidad de Chile.
Finalmente, sería el presidente José Joaquín Prieto quien ordenaría, por decreto, el cierre de la Universidad de San Felipe y el establecimiento de la Universidad de Chile.

Santiago, Abril 17 de 1839.

«92 He acordado y decreto:

1.º Queda extinguido desde hoy el establecimiento literario conocido con el nombre de Universidad de San Felipe.

2.º Se establece en su lugar una casa de estudios generales que se denominará Universidad de Chile.

3.º Este establecimiento se situará en el nuevo edificio construido con este objeto.

4.º Se trasladarán igualmente a este edificio la biblioteca y museos nacionales, el gabinete de historia natural, la academia de jurispurdencia y los demas establecimientos literarios que existen en la capital. [...]

7.º Publíquese y comuníquese»

Prieto.
Mariano de Egaña.

«Boletín de las leyes y decretos del Gobierno», Boletín n.º 16, Ministerio de Justicia, Culto e Instruccion Publica: Universidad de Chile, Santiago, Abril 17 de 1839.

Historiadores nacionales de renombre como Bernardino Bravo Lira, Premio Nacional de Historia (2010), han señalado que la Universidad de Chile en realidad tendría 402 años, iniciando sus actividades en 1622 bajo el nombre de Universidad Pontificia de Santo Tomás de Aquino, luego como Real Universidad de San Felipe en 1738, y finalmente como Universidad de Chile en 1842 hasta nuestros días. Bernardino Bravo Lira argumenta que la universidad es un vínculo y asociación entre discípulos y maestros, elementos que han estado presentes de manera interrumpida en la universidad desde el año 1622 hasta la actualidad, y que, en realidad, la universidad sólo ha recibido cambios nombre de acuerdo a los contextos en que estuvo inserto el país a lo largo de los siglos.

### Instalación
Esta institución fue creada por ley el 19 de noviembre de 1842, durante el gobierno del presidente Manuel Bulnes, heredando todos los bienes de la suprimida Universidad de San Felipe, y transformándose, para todos los efectos, en su continuadora legal. Su instalación formal se realizó el 17 de septiembre de 1843, como una universidad profesional y académica nacional, aunque durante las primeras décadas de existencia la Universidad funcionó más como una superintendencia de educación, vigilando la formación otorgada por las instituciones del país, ya que las clases propiamente tales eran realizadas en el Instituto Nacional. Las cinco facultades originales establecidas eran las de Humanidades y Filosofía, Ciencias Físicas y Matemáticas, Leyes y Ciencias Políticas, Medicina y Teología. De todas ellas, la de Teología fue suprimida en 1927, con el proceso de separación de la Iglesia del Estado y la laicización de los organismos del Estado.
Más de 13 años en el país llevaba Andrés Bello cuando pronunció el célebre discurso de instalación de la Universidad de Chile en la ceremonia realizada el 17 de septiembre de 1843 a la que asistieron el presidente de la República, ministros, autoridades legislativas, judiciales y militares, además de los estudiantes del Instituto Nacional y los profesores de la nueva Casa de Estudios.
En su intervención se refirió a la misión y el sentido de la Universidad enfatizando la forma en que las letras y las ciencias son las responsables de fortalecer las sociedades a lo largo de la historia, y afirmando que las verdades no funcionan de manera antagónica, sino articulada: "He dicho que todas las verdades se tocan, y aún no creo haber dicho bastante. Todas las facultades humanas forman un sistema, en que no puede haber regularidad y armonía sin el concurso de cada una. No se puede paralizar una fibra (permítaseme decirlo así), una sola fibra del alma, sin que todas las otras enfermen". Junto a esto dio cuenta del propósito de que la nueva Universidad funcione como órgano expansivo y de extensión del conocimiento que ahí se cultiva: "En esta propagación del saber, las academias, las universidades, forman otros tantos depósitos, a donde tienden constantemente a acumularse todas las adquisiciones científicas; y de estos centros es de donde se derraman más fácilmente por las diferentes clases de la sociedad. La Universidad de Chile ha sido establecida con este objeto especial".
El discurso de Andrés Bello entregó claras afirmaciones de lo que sería desde ese momento en adelante la proyección de la Casa de Estudios:"El programa de la Universidad es enteramente chileno. Si toma prestadas a la Europa las deducciones de la ciencia es para aplicarlas a Chile. Todas las sendas en que se propone dirigir las investigaciones de sus miembros, el estudio de sus alumnos, convergen a un centro: la patria".

### Primeros años

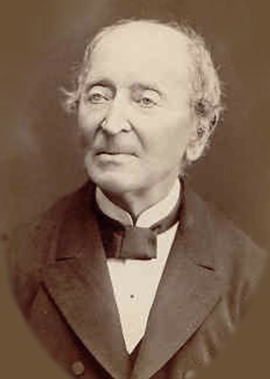
El polaco-chileno Ignacio Domeyko, rector de la universidad durante tres períodos.

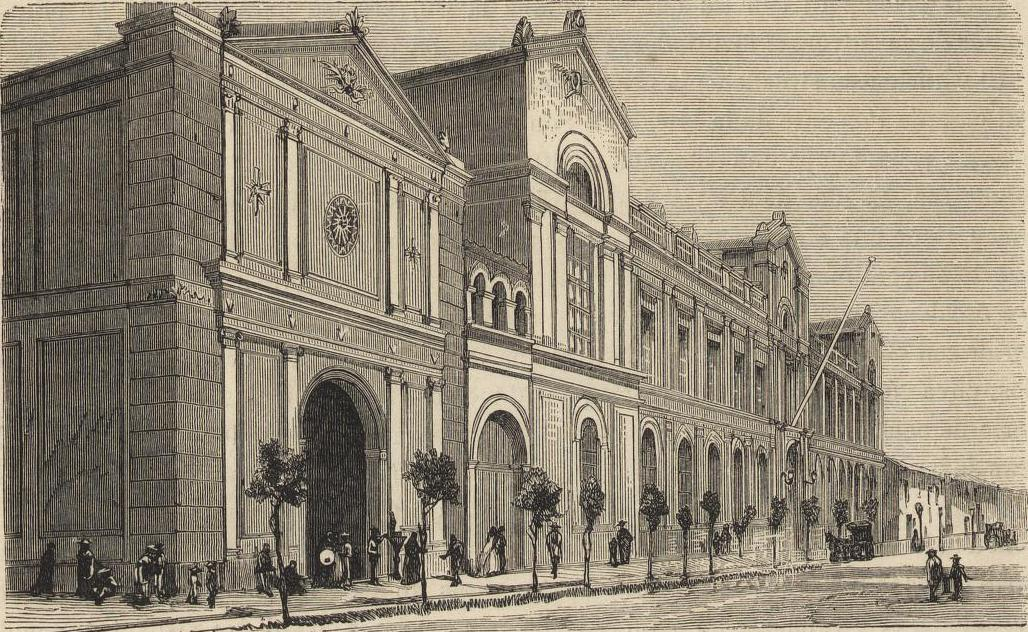
Casa Central en 1872.

En 1843 se inició la publicación de los Anales de la Universidad de Chile, la revista periódica más antigua de América en lengua castellana, y que recopila planteamientos y reflexiones en torno a las artes, ciencia y humanidades. En su tiempo fue una de las revistas científicas más importantes del continente, tanto así que el célebre Alexander von Humboldt, en su obra Cosmos, recomendó su lectura.
Mientras, la Universidad iba poco a poco adquiriendo su función docente. Un ejemplo de esto es la creación en 1848 de la Escuela Práctica de Arquitectura, que se gestó como respuesta a la necesidad de obras públicas del país, y en 1849 de la Academia de Pintura bajo la tutela de Alejandro Ciccarelli, dando comienzo a los estudios de las Bellas Artes en el país. En esta época se dio inicio además a una intensa labor científica, cultural y académica con distintas instituciones. Así, en 1852 se suscriben convenios de investigación con el Instituto Smithsonian de Washington, y en 1856, la convalidación de títulos con la Universidad Harvard.
En 1863 comenzó la construcción en la Alameda del “Palacio de la Universidad”, hoy conocido como Casa Central, obra del arquitecto Lucien Ambroise Henault y del constructor Fermín Vivaceta. Fue el rector Manuel Antonio Tocornal el encargado de inaugurarla en 1872.
Ignacio Domeyko asumió en 1867 el cargo de rector, que ocupó durante tres períodos hasta 1883. Uno de los hitos más recordados de su período es la promulgación, por parte del Ministerio de Educación, del Decreto Amunátegui, el 2 de junio de 1877, mediante el cual se permitió a las mujeres estudiar en la Universidad en iguales condiciones que los hombres. Nueve años más tarde, en 1886, se le confirió el grado de “Licenciado en Medicina i Farmacia” a Eloísa Díaz Insunza; un año después, recibió su título, convirtiéndose así en la primera mujer en Chile y América del Sur en hacerlo. La segunda fue Ernestina Pérez Barahona.
Otro hito del rectorado de Domeyko fue el liderazgo que le correspondió en la primera gran reforma universitaria: la nueva ley de enseñanza secundaria y superior, que en 1879 reafirmó el carácter docente de la Universidad de Chile y que además consagró la libertad de cátedra. De esta forma, se le dio énfasis a la formación de profesionales, sin dejar de lado la labor investigativa. En el año 1889 se fundó el Instituto Pedagógico que más adelante pasó a depender de la Facultad de Filosofía y Humanidades. En esta institución se formó durante un siglo a los profesores del país, adquiriendo notoriedad y convirtiéndose en un centro de formación pionero en Latinoamérica. Durante esta época también las Facultades de la Universidad comienzan a destacarse por sus investigaciones y adelantos: los académicos de la Facultad de Ciencias Físicas y Matemáticas Luis Zegers y Arturo Salazar obtuvieron en 1895 la segunda radiografía hecha en el continente y la séptima en el mundo, se reconoce el trabajo de Diego Barros Arana y José Toribio Medina en historiografía, de Luis Risopatrón en geografía por la confección de la Carta General de Chile, y los aportes de los profesores Miguel Cruchaga Montt y Zorobabel Rodríguez en economía.
En tanto, en 1890 se inicia la relación con el Hospital San Vicente de Paul, el que comenzó a utilizarse como campo clínico de la Facultad de Medicina. En 1931 este centro se traspasó a la Universidad y es el antecedente directo del actual Hospital José Joaquín Aguirre.

### Tiempos modernos

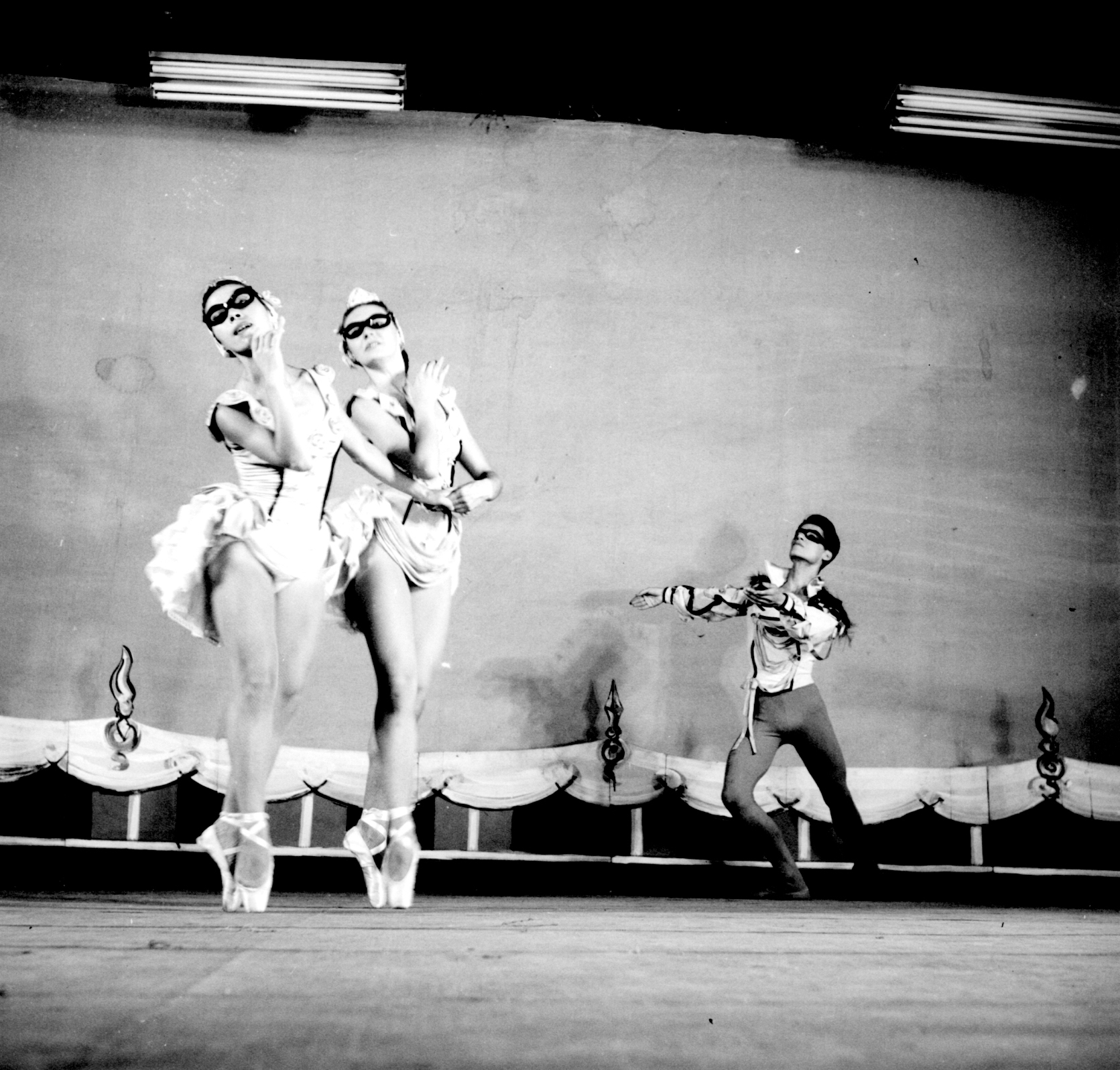
Durante la primera mitad del siglo XX, la Universidad se expandió a regiones y se crearon conjuntos artísticos, como el Ballet Nacional.

En 1906, con el apoyo del entonces rector Valentín Letelier, se creó, con el fin de representar los intereses del alumnado ante la administración, la Federación de Estudiantes de la Universidad de Chile (FECh), que se convirtió en un importante actor de los movimientos sociales de principios del siglo XX. Dos años más tarde, se integró al plantel universitario el científico alemán Max Westenhofer, discípulo de Rudolf Virchow, para establecer la cátedra de anatomía patológica en la escuela de medicina. Westenhofer publicó un crítico reporte que lleva su nombre acerca de las pobres condiciones de higiene y salud en sectores marginales de la población santiaguina así como en hogares de asistencia. Este documento generó polémica en ciertos sectores políticos conservadores, nacionalistas y religiosos, lo que culminó con la deportación del científico en 1911. La FECh organizó en agosto de 1911 una de las primeras marchas en Santiago en apoyo del profesor alemán, que retornaría a Chile estableciéndose definitivamente en el país.
Entre 1926 y 1933 se realizaron grandes cambios en la Universidad con el objeto de abocarla exclusivamente a la formación académica, la investigación y desarrollo intelectual y científico. Bajo esos parámetros, los deberes de supervigilancia de la educación secundaria fueron traspasados al recién creado Ministerio de Educación Pública, debiendo dictarse unos nuevos estatutos, que fueron fijados el 20 de mayo de 1931.
Con la estabilidad otorgada por la nueva institucionalidad, empiezan dos significativos rectorados: el de Juvenal Hernández (1933-1953) y el de Juan Gómez Millas (1953-1963). Bajo estos académicos, la casa de estudios se expandió a lo largo del país creando colegios universitarios en un programa que fue liderado por la profesora Irma Salas Silva, la primera chilena en obtener un doctorado en Educación, en la Universidad de Columbia, Nueva York. Así surgieron las sedes de Temuco (13.07.1960), La Serena (01.11.1960), Antofagasta, Talca y Osorno (13.12.1962). Luego, durante el gobierno de Eduardo Frei Montalva (1964-1970), se permitió extender la universidad a nueve regiones del país, con lo que a las citadas se sumaron las sedes de Arica, Iquique, Valparaíso y Ñuble. Durante este periodo se fundaron importantes instituciones como la Orquesta Sinfónica, el Coro Universitario, el Ballet Nacional Chileno, el Teatro Experimental, los museos de Arte Contemporáneo y de Arte Popular Americano. Se intensificó además el vínculo de la casa de estudios con distintas aristas del desarrollo del país: ejemplos de esto son la participación universitaria en la Expedición Antártica y el fomento a los estudios prácticos en agricultura y minería.
Desde los años 1950, la Universidad tuvo especial preocupación por el ámbito audiovisual: en 1955, se creó su Cineclub y dos años más tarde el Centro de Cine Experimental, bajo la dirección de Sergio Bravo. En 1956 se realizó la primera transmisión pública televisiva en Chile, gracias al trabajo del Laboratorio de Electrotecnia y Telecomunicaciones del Instituto de Ensayos Eléctricos, primer paso para el nacimiento de la TV universitaria, que inició transmisiones a las 19:00 del 4 de noviembre de 1960 bajo el nombre de Canal 9 (hoy Chilevisión). Las palabras de apertura fueron leídas por Camilo Fernández, a lo que siguió la actuación del coro universitario, música araucana con Margot Loyola, un diálogo entre los escritores Manuel Rojas y Jorge Edwards y un drama con los actores del ITUCH. El equipo técnico de las primeras transmisiones de Canal 9 estuvo liderado por Bartolomé Dezerega, Carlos Haramoto y Rodolfo Baffico, todos ellos estudiantes de ingeniería civil electrónica. Estas tres iniciativas, sumadas a la Cineteca (institucionalizada en 1961, pero fundada con anterioridad), fueron reunidas en el Departamento Audiovisual en 1961.

### Reforma universitaria y abrupto término con la dictadura militar
En 1968 se inició el proceso de reforma universitaria en un intento por generar una participación clara de los estamentos que componían la institución, idea que estaba en sintonía con la realidad social que vivía Chile en la época.  Hubo cambios en la estructura de la universidad, que por primera vez permitieron la participación de los estudiantes durante la elección del rector en 1969, que ganó Edgardo Boeninger.
El golpe de Estado del 11 de septiembre de 1973 significó un quiebre profundo de la situación de las universidades en Chile. Una de las primeras medidas llevadas a cabo por la dictadura del general Augusto Pinochet consistió en intervenir todas las universidades mediante el Decreto Ley N.º 50 de 1973, por el cual se designaban militares activos y en retiro como rectores de las instituciones (conocidos como los rectores delegados)y las casas de estudio perdían su autonomía. Dicho decreto, que constaba de solo un artículo, señalaba: “La Junta de Gobierno designará en representación Rectores-Delegados en cada una de las Universidades del país. Estos Rectores-Delegados cumplirán las funciones y ejercerán todas las atribuciones que corresponde a los Rectores de las Universidades en conformidad con las normas legales vigentes y demás acuerdos o resoluciones universitarias dictadas en su virtud".
En la Universidad de Chile fue designado el general de la Fuerza Aérea César Ruiz que llevó a cabo una profunda y meticulosa purga de todos los opositores del régimen en todas las facultades, institutos y organismos dependientes, tanto en el estamento académico como entre los propios estudiantes y funcionarios de la casa de estudios. Durante esta época la universidad sufrió profundos recortes presupuestarios, reduciendo su tamaño.

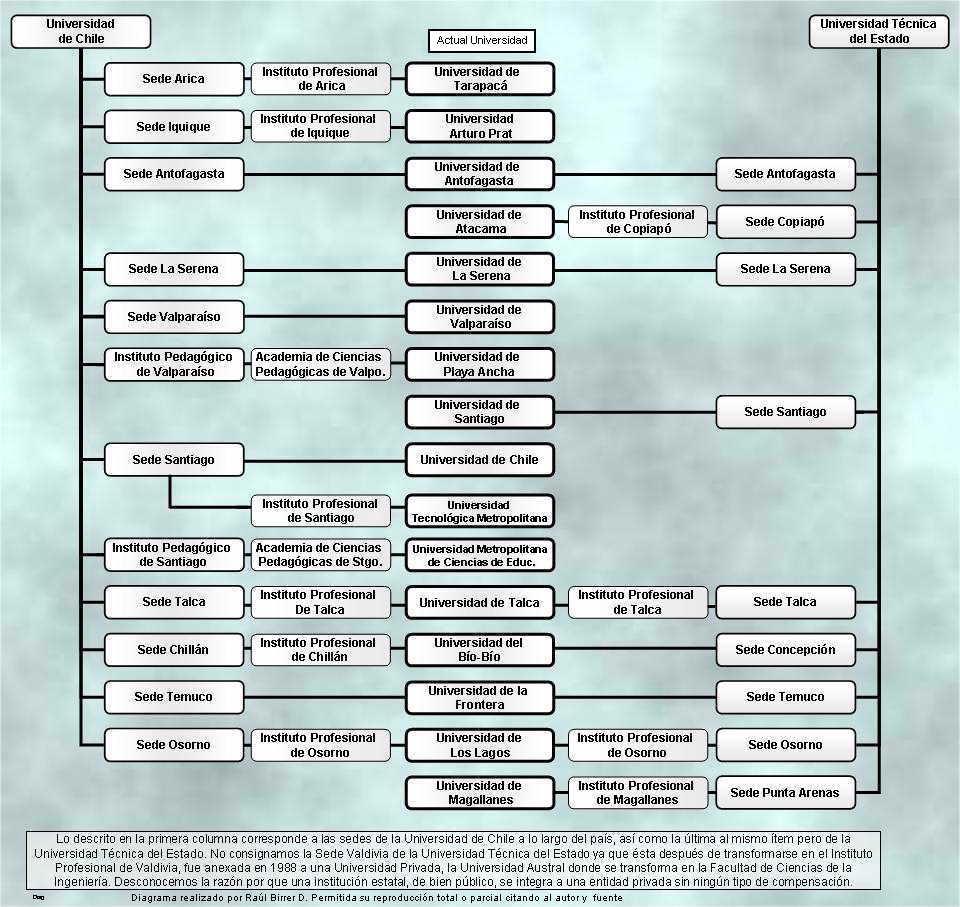
Esquema de desmembramiento de la Universidad de Chile y la UTE, y la creación de nuevas universidades regionales.

Con el fin de romper con la centralización de la educación, por medio del DFL N.º 1 del 3 de enero de 1981, se les otorgó la independencia a las sedes fusionándolas en algunos casos con las de la Universidad Técnica del Estado (UTE) y creando las llamadas universidades regionales. Las sedes vivieron la siguiente transformación:
- La de Arica se fusionó con la de la Universidad del Norte y pasó a convertirse en el Instituto Profesional Arica, actual Universidad de Tarapacá.
- La de Iquique se fusionó con la de la UTE y se convirtió en el Instituto Profesional Iquique, actual Universidad Arturo Prat.
- La de Antofagasta se fusionó con la de la UTE convirtiéndose en la actual Universidad de Antofagasta.
- La de La Serena se fusionó con la de la UTE convirtiéndose en la actual Universidad de La Serena.
- La de Valparaíso se convirtió en la actual Universidad de Valparaíso.
- La de Talca se fusionó con la de la UTE y se convirtió en el Instituto Profesional de Talca, actual Universidad de Talca.
- La de Ñuble se fusionó con la de la UTE y se convirtió en el Instituto Profesional de Chillán, actual Universidad del Bío-Bío.
- La de Temuco se fusionó con la de la UTE y se convirtió en la actual Universidad de la Frontera.
- La de Osorno se fusionó con la de la UTE y se convirtió en el Instituto Profesional Osorno, actual Universidad de Los Lagos.
- El Instituto Pedagógico de la Universidad de Chile en Valparaíso se convirtió en la Academia Superior de Ciencias Pedagógicas, actual Universidad de Playa Ancha de Ciencias de la Educación.
- El Instituto Profesional se convirtió en la actual Universidad Tecnológica Metropolitana y el Pedagógico de Santiago en la Academia Superior de Ciencias Pedagógicas, actual Universidad Metropolitana de Ciencias de la Educación.

Con la autonomía de las sedes, la Chile se vio obligada a asumir la totalidad de las deudas generadas por dichas instituciones, lo que provocó una grave crisis de financiamiento. 
En 1987 el gobierno designó rector al civil José Luis Federici, nominación que provocó rechazo en toda la universidad, debido a que se supo que dicha designación tenía como fin desarmar la sede principal de la institución, de la misma forma en que había hecho con la Empresa de los Ferrocarriles del Estado cuando ejerció como ministro de Transportes. Esta designación tenía como fin privatizar o clausurar los organismos deficitarios de la universidad. Apoyados por los profesores y los funcionarios, se realizó un largo paro, que provocó una crisis que obligó al gobierno a cesar a Federici de su cargo.

### Vuelta a la democracia

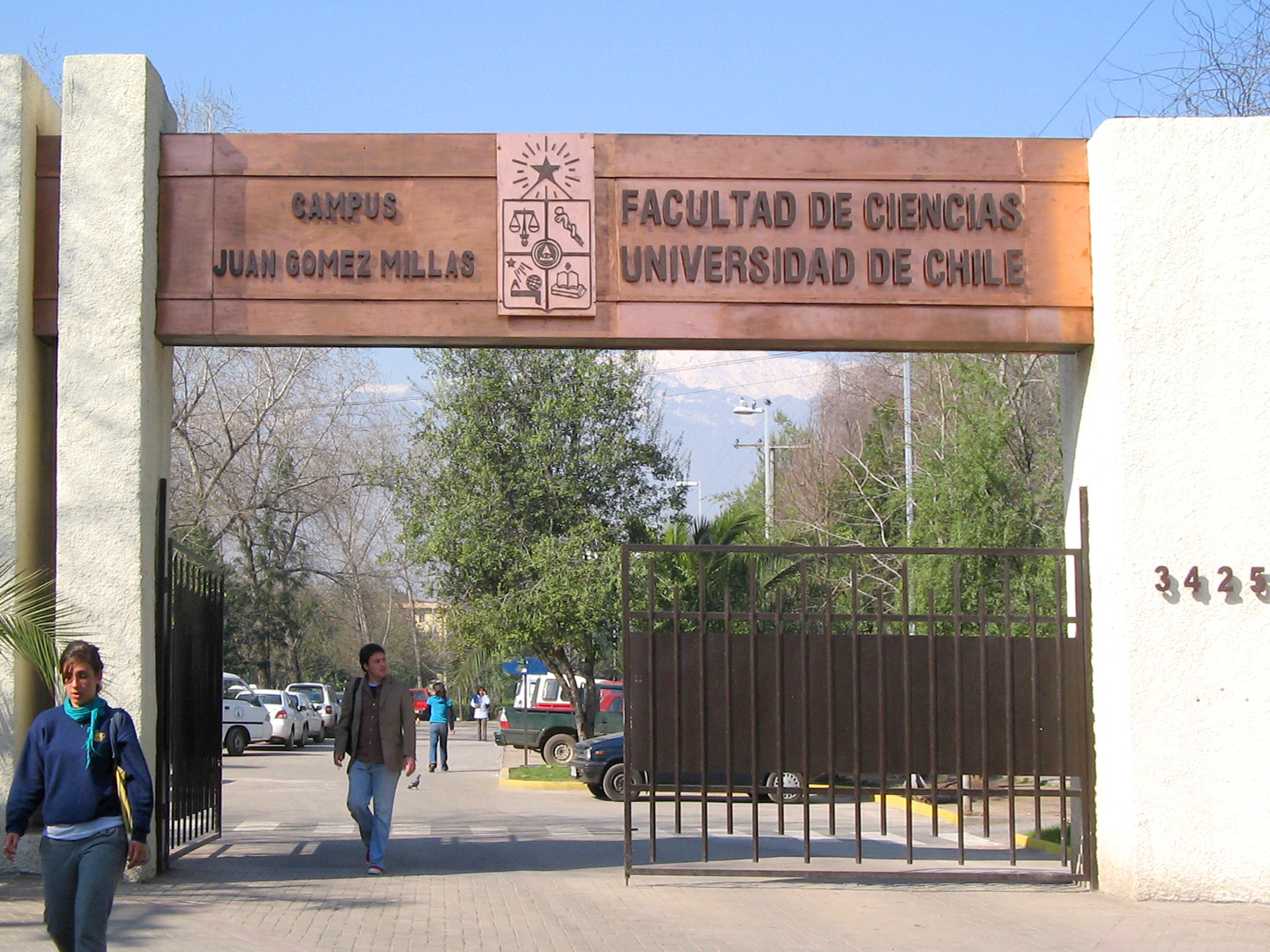
El campus Juan Gómez Millas está siendo remodelado como parte de un proyecto Bicentenario.

El 2 de junio de 1990 asumió la primera autoridad elegida democráticamente después de la dictadura: el Rector Jaime Lavados (1990-1998). El regreso de la democracia encontró a la Universidad de Chile en una profunda crisis financiera y académica. El presidente Aylwin promovió cambios en el rígido estatuto de 1982, pero pese a los intentos de reforma, la crisis no es superada hasta bien entrada la década de 1990.
En 1998 asumió Luis Riveros (1998-2006), quien se mantuvo en su cargo por dos periodos hasta el año 2006. Mientras, el proyecto de los nuevos estatutos tuvo una lenta tramitación en el Congreso Nacional de Chile, para tener un negativo pronunciamiento por parte de la Contraloría General de la República. Después de un acuerdo, éstos entraron en vigor casi dos décadas después: el 10 de marzo de 2006.
Bajo estos se da inicio a una forma de organización única en el país que incluyó la creación del Senado Universitario, órgano colegiado encargado de ejercer la función normativa de la Universidad. Con la publicación de los nuevos estatutos se realizó una nueva elección de rector: el ingeniero Víctor Pérez Vera (2006 – 2014), quien asumió el 14 de junio de 2006. En el año 2007 y con ocasión del aniversario 165 de la Universidad, la presidenta Michelle Bachelet anunció el respaldo del gobierno al Proyecto de Revitalización del Campus Juan Gómez Millas que busca potenciar algunas de las áreas más afectadas tras la intervención militar: las artes, las humanidades, las comunicaciones y las ciencias sociales. La iniciativa que está en ejecución, y que contempla un financiamiento de más de 40 mil millones de pesos, ya inauguró una primera etapa en noviembre de 2013: dos aularios con 28 salas y con capacidad para recibir a 2610 alumnos.
El 16 de junio de 2014 asumió la rectoría el médico cirujano Ennio Vivaldi Véjar. Durante su mandato, se estableció la Vicerrectoría de Tecnologías de la Información y se crearon las facultades de Gobierno y Comunicación e Imagen, reemplazando de dos institutos, INAP e ICEI respectivamente.

## Símbolos

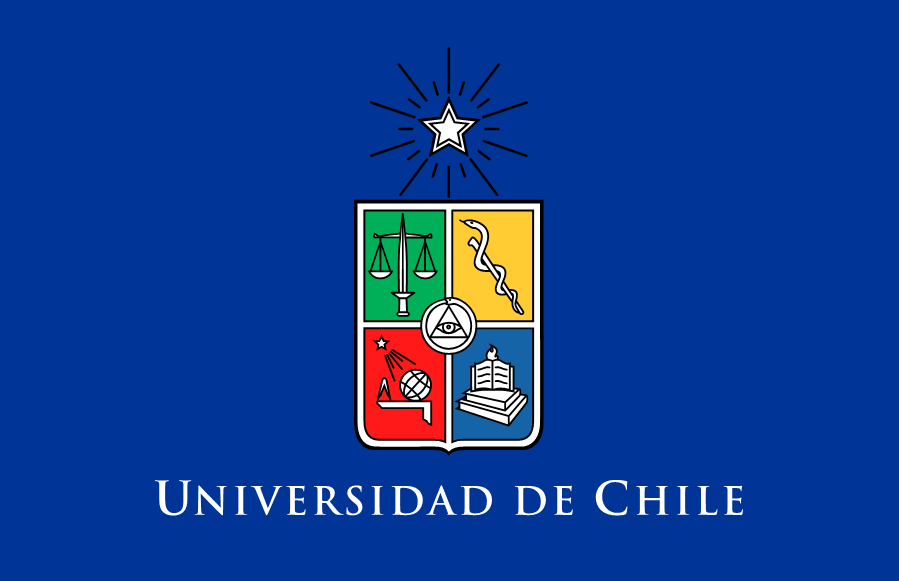
Bandera de la Universidad de Chile

### Himno
Con motivo de la celebración de los cien años (1942) de la Universidad, el rector Juvenal Hernández Jaque llamó a concurso público para escoger la letra y melodía de un himno para la Universidad. Fue elegida la creación de dos exalumnos de la Casa de Bello, Julio Barrenechea (1910-1979) y René Amengual (1911-1954), autores de la letra y la música respectivamente.
- Wikisource contiene la transcripción del himno de la Universidad de Chile.

### Escudo[47]
El Escudo distintivo de la Universidad de Chile fue fijado por Decreto Universitario del 13 de diciembre de 1991, en el que se establece su uso en todos los impresos, acompañado por el nombre de la institución. Su descripción heráldica es la siguiente:
"Cuartel superior izquierdo; la balanza sujeta por una espada en plata, fondo sinople (verde), representa a la Facultad de Leyes y Ciencias Políticas, actual Facultad de Derecho; cuartel superior derecho: el bastón y la serpiente de Esculapio de su color, fondo de oro (amarillo), representa a la Facultad de Medicina, hoy Facultad del mismo nombre; cuartel inferior izquierdo: un hemisferio iluminado por una estrella radiante de cinco puntas en plata, debajo compás en oro y escuadra en plata, fondo de gules (rojo), representa a la Facultad de Ciencias Matemáticas y Físicas, actual Facultad de Ciencias Físicas y Matemáticas; cuartel inferior derecho: dos libros acostados sobre ellos uno abierto y atrás la llama de una antorcha, todo de su color, fondo azur (azul), representa a la Facultad de Filosofía y Humanidades, hoy Facultad del mismo nombre; Escusón central: en círculo una serpiente que se muerde la cola, en el campo el ojo del Creador inserto en un triángulo, todo de plata (blanco), representa a la Facultad de Teología. Lleva como timbre estrella radiante de cinco puntas en plata".

### Medallas y distinciones
Al ser una corporación pública de antigua data, la Universidad ha creado en el transcurso de su historia distinciones, medallas y premios para las figuras destacadas del quehacer universitario, nacional e internacional, de gran prestigio y fama. Entre las más destacadas cabe señalar las siguientes:

#### Distintivos
Símbolos del rango de las autoridades.
- Medalla Universidad de Chile: Utilizada por el rector, prorrector, presidente de Chile y ministro de Educación.
- Medalla Andrés Bello: Corresponde al contralor, decanos, directores de Institutos, vicerrectores y directores de Servicios.

#### Distinciones universitarias
Expresiones de reconocimiento a acciones sobresalientes hacia la Universidad, sociedad o humanidad.
- Doctorado honoris causa: Es la más alta distinción otorgada por la Universidad. La han recibido personalidades como Claudio Arrau, Kofi Annan, Noam Chomsky, Lionel Jospin, Lech Wałęsa, Alain Touraine, Rafael Correa, Brian Schmidt, Marc Ferro y Abraham Horwitz.
- Medalla Rectoral
- Gran Medalla Andrés Bello
- Medalla Rector Juvenal Hernández Jaque
- Condecoración al Mérito Amanda Labarca
- Medalla Doctoral Universidad de Chile
- Medalla Rector Juan Gómez Millas
- Medalla al Mérito Académico Rector Valentín Letelier
- Medalla Patronato de la Universidad de Chile
- Diploma de Honor por Años de Servicio
- Medalla al Mérito Cultural Profesor Pedro de la Barra
- Distinción Mujer Siglo XXI

#### Distinciones de Facultades, Institutos y Hospital Clínico
Reservada a personalidades que contribuyeron de manera sobresaliente a distintos organismos.
- Medalla al Mérito Académico Rector Ruy Barbosa (Facultad de Ciencias Agronómicas)
- Medalla de Honor Pedro Aguirre Cerda (Facultad de Economía y Negocios)
- Medalla Arquitecto Claude Francois Brunet de Baines (Facultad de Arquitectura)
- Distinción Universitaria "Dr. José Joaquín Aguirre" (Hospital Clínico Universidad de Chile)
- Distinciones Universitarias "Lorenzo Sazié" y "Facultad de Medicina de la Universidad de Chile" (Facultad de Medicina)

#### Calidades Académicas
- Profesor Emérito
- Profesor Honorario de Facultad o de Instituto interdisciplinario
- Profesor Visitante

## Organización
La Comunidad Universitaria está compuesta por académicos, estudiantes y personal de colaboración, los cuales llevan a cabo los quehaceres que establecen su misión y funciones.

### Órganos superiores

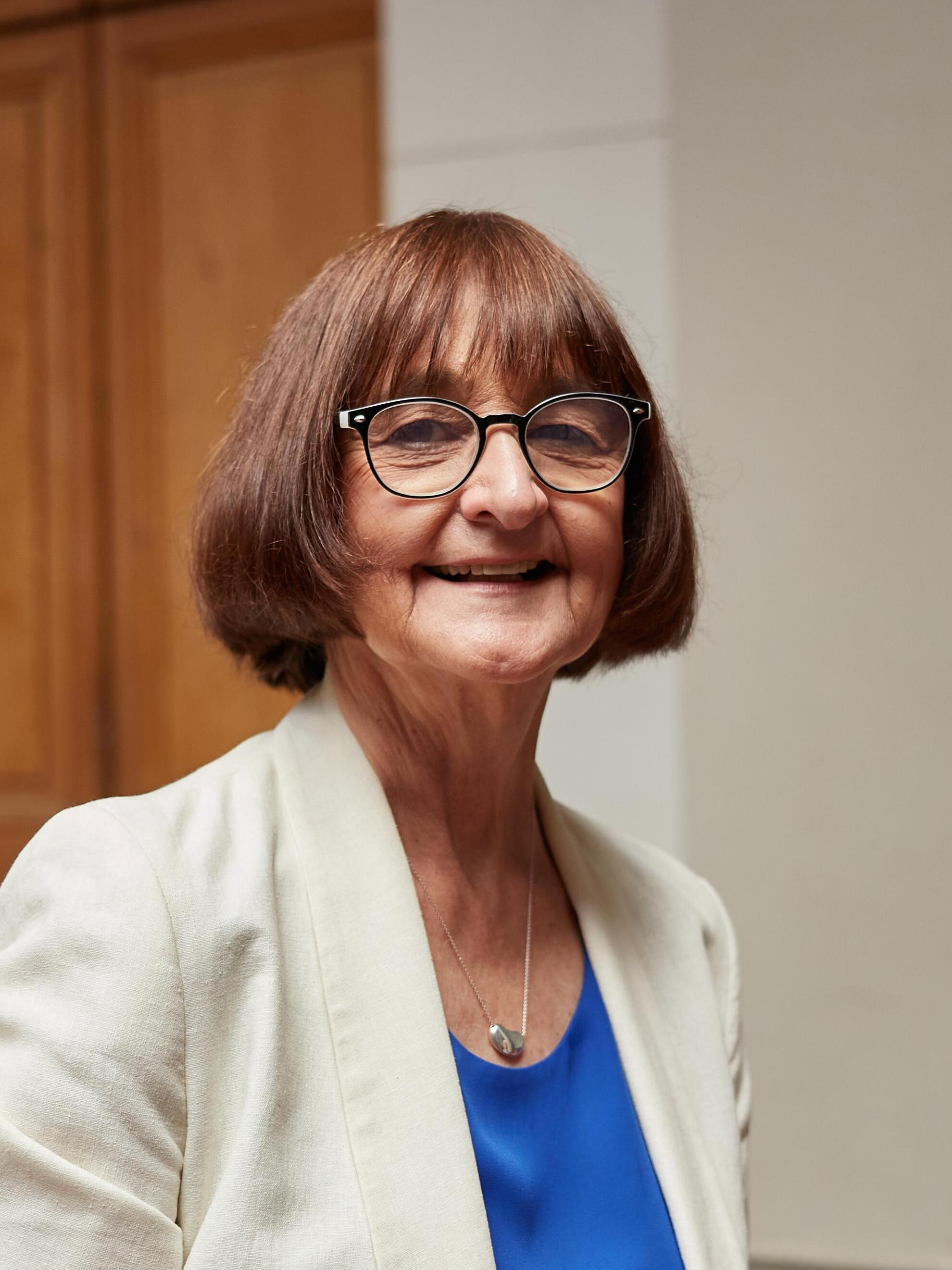
Rosa Devés Alessandri, rectora de la Universidad por el período 2022-2026.

El artículo 16 del estatuto de la Universidad de Chile expresa que "los órganos superiores de la Universidad constituyen las instancias encargadas de dirigir y gestionar, impulsando el desarrollo académico institucional y de sus miembros; también se encargarán de normar y proyectar la Universidad, estableciendo las políticas generales, en procura del cumplimiento de su misión y de su desarrollo coherente, transversal y de excelencia. Residen estas funciones en el Rector, en el Consejo Universitario y en el Senado Universitario". Junto a esto precisa que “las funciones ejecutivas serán ejercidas por el Rector y por el Consejo Universitario, de conformidad con las normas de este Título” y que los decanos y decanas “son las autoridades máximas de sus respectivas facultades”.
La Universidad, por tanto, es dirigida por el Rector, junto con la colaboración del Consejo Universitario y el Senado Universitario.
En tanto el artículo 9.º de dicho estatuto establece que “el Presidente de la República es el Patrono de la Universidad de Chile”.
- Rectoría: el rector o la rectora es la máxima autoridad de la Universidad y su representante legal, preside el Consejo Universitario y el Senado Universitario. Es además el encargado de dictar los reglamentos, decretos y resoluciones; conferir las distinciones, calidades honoríficas, grados y títulos; fijar los aranceles y nombrar al personal académico y administrativo, entre otras atribuciones. Tanto la Prorrectoría como las Vicerrectorías dependen del Rector. En la elección de este cargo participan los académicos que pertenecen a las más altas jerarquías y que tengan a lo menos un año de antigüedad. Es nombrado por el presidente de la República mediante decreto supremo expedido por el Ministerio de Educación y su cargo tiene una duración de cuatro años, pudiendo ser reelegido una vez.[49]
- Prorrectoría: asesora al rector o rectora en aspectos académicos, económicos, administrativos, jurídicos y estudiantiles. Esta instancia coordina las acciones que llevan a cabo las cinco vicerrectorías.[51]
- Consejo Universitario: es el organismo superior encargado de aprobar las decisiones del más alto nivel y está integrado por el rector, el prorrector, los decanos y dos representantes del Presidente de la República.[52]

- Senado Universitario: en el marco de los nuevos estatutos de 2006 se crea el Senado Universitario, órgano colegiado, encargado de ejercer la función normativa en la Universidad. Al igual que los demás órganos superiores es presidido por el Rector y tiene representación triestamental. Cuenta con 36 miembros, 27 de los cuales son académicos, 7 estudiantes y 2 representantes del personal de colaboración.[53]
- Consejo de Evaluación: este organismo lidera y coordina los procesos de evaluación, calificación y acreditación a nivel institucional e individual, además de constituir comisiones generales y locales.[54] La función de evaluación se aplica tanto a las estructuras como a los académicos que las integran, mediante normas, procesos y criterios debidamente reglamentados, y resguardando la especificidad, características y diversidad de las actividades. El Consejo de Evaluación es integrado por cinco profesores titulares que son nombrados por el Senado y propuestos por el Rector.[55]

### Vicerrectorías
La Universidad de Chile se organiza en seis vicerrectorías:
- Asuntos Académicos
- Asuntos Económicos y Gestión Institucional
- Investigación y Desarrollo
- Extensión y Comunicaciones
- Asuntos Estudiantiles y Comunitarios
- Tecnologías de la Información

### Facultades e Institutos

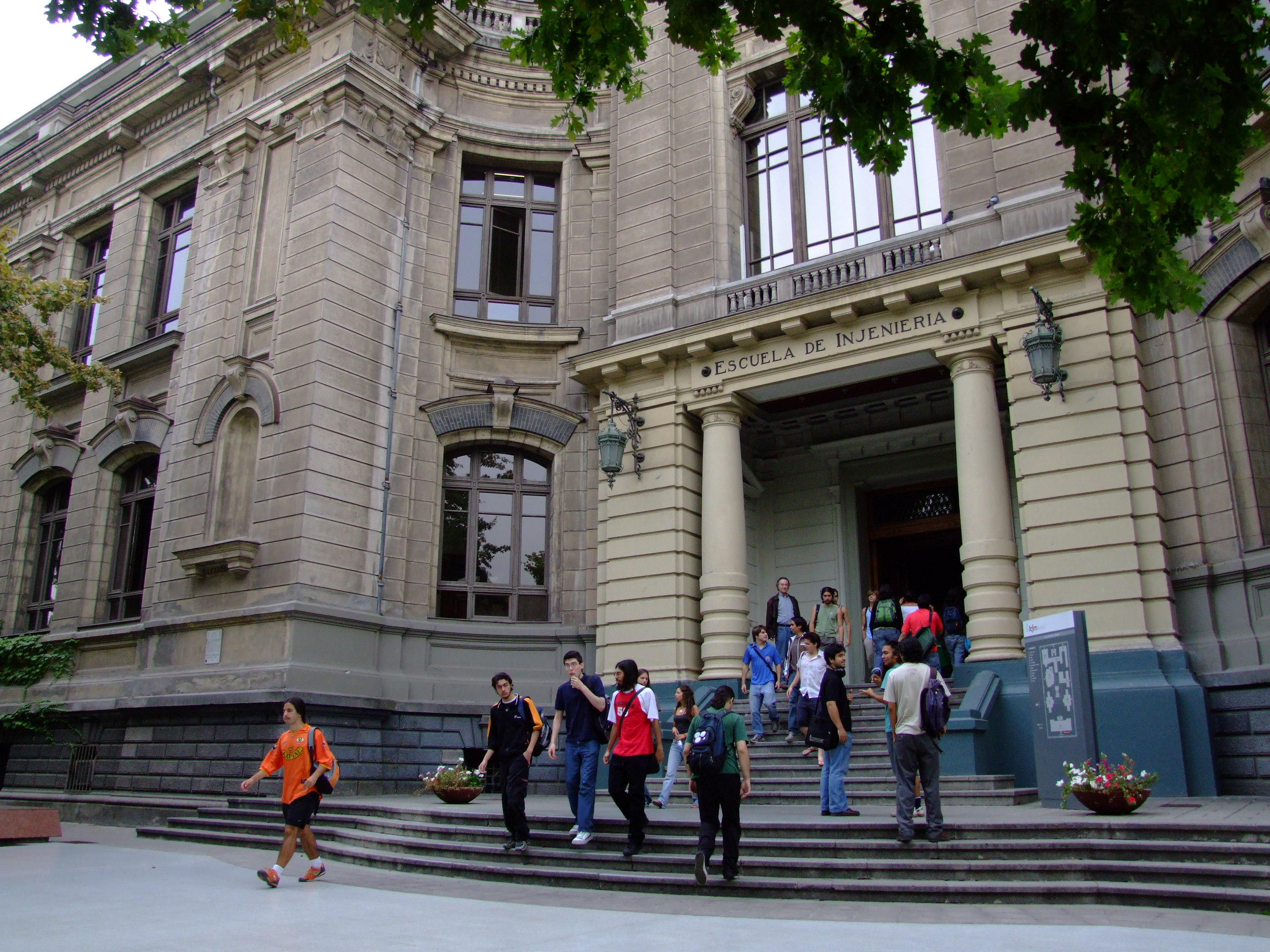
Facultad de Ciencias Físicas y Matemáticas.

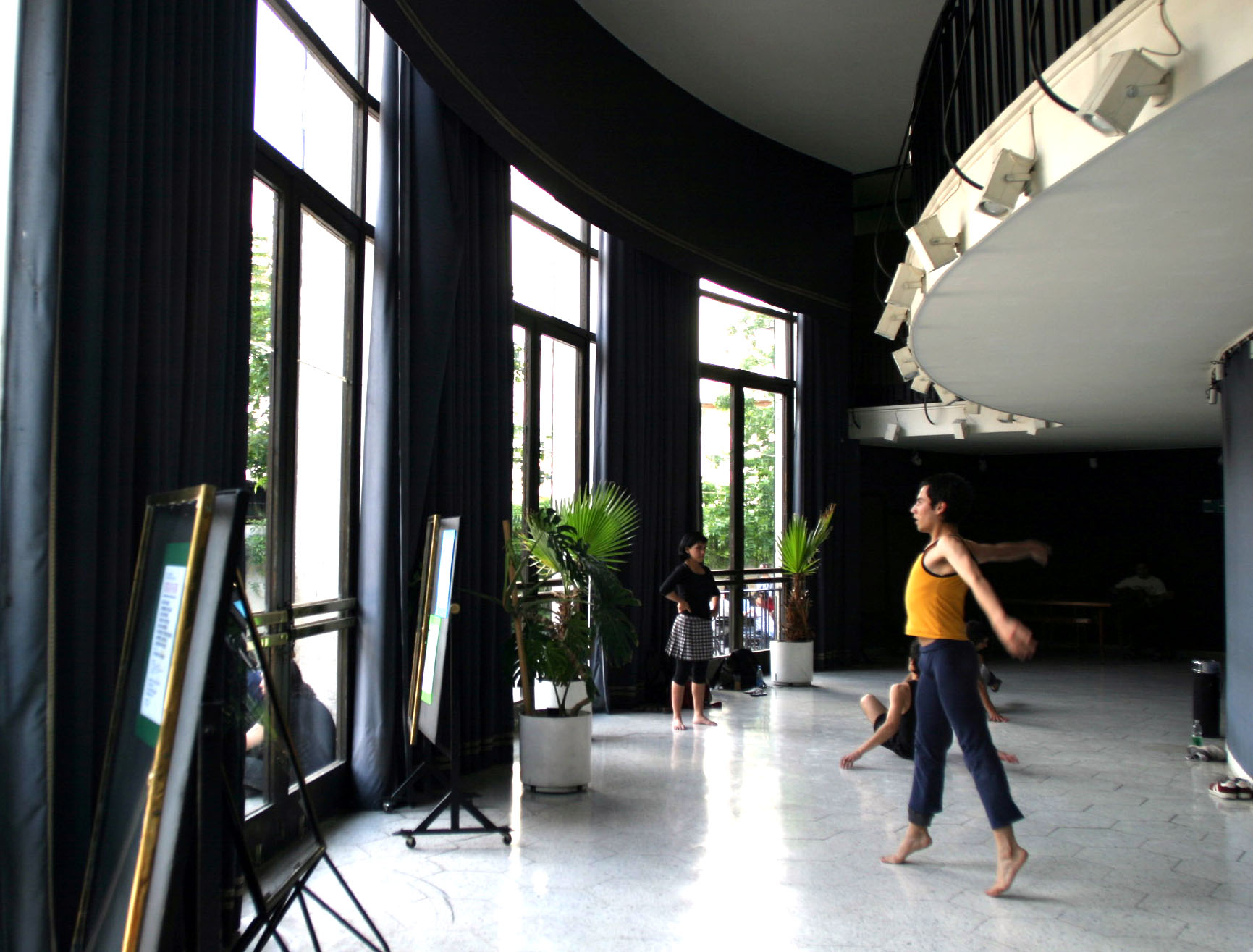
Facultad de Artes.

Las facultades e institutos de la Universidad de Chile desempeñan labores académicas de pregrado, postgrado, investigación y extensión. Actualmente existen 16 facultades:
- Facultad de Arquitectura y Urbanismo
- Facultad de Artes
- Facultad de Ciencias
- Facultad de Ciencias Agronómicas
- Facultad de Ciencias Físicas y Matemáticas
- Facultad de Ciencias Forestales y de la Conservación de la Naturaleza
- Facultad de Ciencias Químicas y Farmacéuticas
- Facultad de Ciencias Sociales
- Facultad de Ciencias Veterinarias y Pecuarias
- Facultad de Comunicación e Imagen
- Facultad de Derecho
- Facultad de Economía y Negocios
- Facultad de Filosofía y Humanidades
- Facultad de Gobierno
- Facultad de Medicina
- Facultad de Odontología

Actualmente también existen 3 institutos interdisciplinarios:
- Instituto de Estudios Internacionales.
- Instituto de Nutrición y Tecnología en Alimentos Doctor Fernando Mönckeberg Barros.
- Instituto de Estudios Avanzados en Educación.

Además posee los siguientes programas:
- Programa Académico de Bachillerato, dependiente de la Vicerrectoría de Asuntos Académicos.

### Otros organismos
Educación secundaria
- Liceo Experimental Manuel de Salas
- Instituto Secundario de la Facultad de Artes de la Universidad de Chile (ISUCH)

Medios de comunicación
- Radio Universidad de Chile (Gran Santiago, 102.5 FM)
- Radio Juan Gómez Millas (en línea)
- Revista Palabra Pública[58]
- Periódico El Pluralista
- Red de Televisión de la Universidad de Chile (propietaria de la concesión)
- Editorial Universitaria

Museos
- Museo de Arte Popular Americano
- Museo de Arte Contemporáneo.
- Museos de Anatomía Normal, Anatomía Comparada y Teratológico.
- Museo Nacional de Medicina Enrique Laval.
- Cineteca Universidad de Chile

Extensión artística
- Teatro Universidad de Chile
- Teatro Nacional Chileno
- Orquesta Sinfónica de Chile
- Ballet Nacional Chileno
- Ballet Folclórico Antumapu
- Coro Sinfónico de la Universidad de Chile
- Camerata Vocal
- Tuna Universitaria

#### Organismos dependientes
Entre los organismos dependientes de la Universidad se encuentran los siguientes:
- Departamento de Evaluación Medición y Registro Educacional (DEMRE)
- Observatorio Astronómico Nacional
- Centro de Modelamiento Matemático
- Centro Sismológico Nacional
- Centros de Estudios Bizantinos y Neohelénicos, Árabes y de Cultura Judaica.
- Hospital Clínico José Joaquín Aguirre
- Instituto de Estudios de Isla de Pascua.
- Centro de Estudios Espaciales.
- Instituto de la Vivienda (INVI)
- Instituto de Ciencias Biomédicas
- Centro de Investigación, Desarrollo e Innovación de Estructuras y Materiales
- Centro Tecnológico Ucampus
- Dirección de Servicios de Información y Bibliotecas (SISIB)
- NIC Chile

### Transparencia en la gestión
Con la reforma constitucional de 2005 y la promulgación de la Ley N.º 20.285 sobre Acceso a la Información Pública (la "Ley de Transparencia"), que establece como principio de rango constitucional la transparencia y la publicidad de los actos de los Órganos del Estado, la Universidad de Chile, como universidad pública del Estado, y sometida a los deberes de transparencia, ha vivido una importante etapa en el camino hacia la transparencia en su gestión.
Si bien, en un comienzo esta Casa de Estudios Superiores dictó su propio reglamento limitando el acceso a la información pública, el Consejo para la Transparencia, resolvió un amparo por denegación de acceso a la lnformación presentado por un estudiante de Derecho de la misma universidad, en el que se hizo plenamente aplicable la "Ley de Transparencia", haciendo públicos los sueldos, las contrataciones, las funciones, las nóminas del personal de planta, de contrata y de honorarios, entre otros.
Ante dicha resolución, el Rector de la Universidad Víctor Pérez Vera presentó un recurso de ilegalidad ante la Corte de Apelaciones de Santiago en contra de la decisión del Consejo para la Transparencia, recibiendo el patrocinio del Presidente del Colegio de Abogados de Chile, Enrique Barros Bourie, el director del Departamento de Derecho Procesal y ex vicedecano de la Facultad de Derecho de la Universidad Cristián Maturana Míquel y el administrativista Luis Cordero Vega, el que ha recibido innumerables críticas incluso antes de ser declarado admisible por este órgano jurisdiccional.[cita requerida]

## Docencia

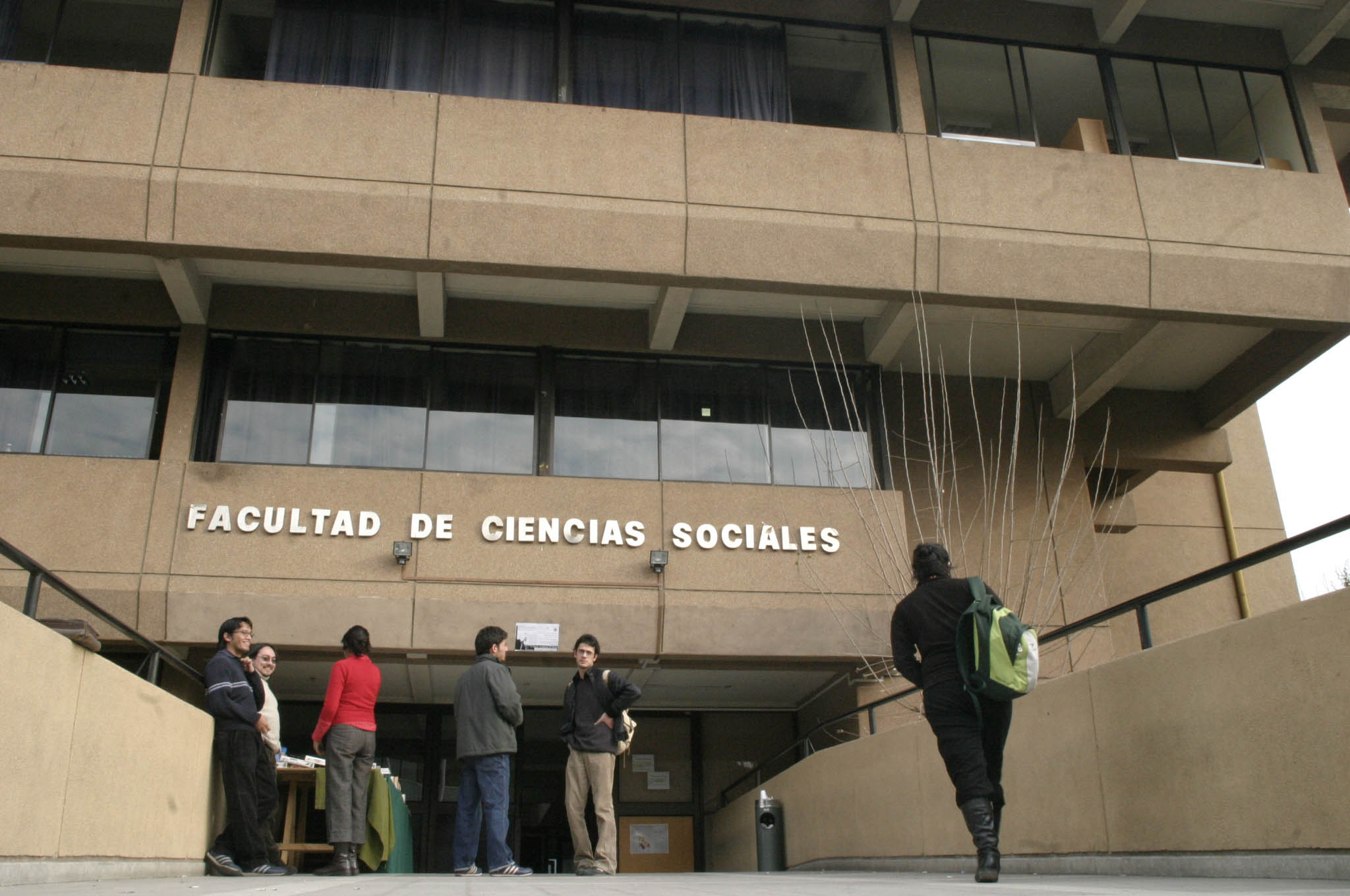
Facultad de Ciencias Sociales.

La Universidad de Chile cuenta con programas de pre y postgrado en todas las áreas del conocimiento, cuya calidad ha sido reconocida por la Comisión Nacional de Acreditación otorgando el puntaje máximo en ambas áreas (2011 - 2018).

### Pregrado
A 2016 cuenta con un total de 77 programas de estudio, de los cuales 70 son conducentes a títulos profesionales y 7 a licenciaturas terminales. Junto a esto imparte el Programa Académico de Bachillerato, que depende directamente de la Vicerrectoría de Asuntos Académicos.
En 2015 la Universidad abrió tres nuevas carreras en el área de las pedagogías: Educación parvularia; Educación básica y Educación media en biología y química. De esta forma se completa la formación de profesores en todos los niveles del sistema educativo chileno. Además se reabrió la carrera de Trabajo Social, después de un cierre de más de cuatro décadas decretado en el año 1973.
La admisión se realiza por vía regular con el puntaje de la Prueba de Selección Universitaria, ingresando de forma directa a las carreras o a través de Bachillerato.

#### Vías de admisión especial
La Universidad de Chile cuenta con las siguientes vías de ingreso especial:
- Sistema de Ingreso Prioritario de Equidad Educativa (SIPEE): Exclusivo para estudiantes egresados de establecimientos municipales.[65] Las postulaciones comienzan a partir del mes de agosto.[66]

- Deportistas destacados: Para jóvenes que posean una destacada participación deportiva a nivel regional, nacional o en calidad de preseleccionado o seleccionado nacional los deportes reconocidos por el Comité Olímpico de Chile.[67]
- Personas con estudios medios en el extranjero: Dirigido a postulantes que hayan cursado sus estudios medios (secundaria, bachillerato o equivalente) en el exterior. Las postulaciones comienzan a partir del mes de julio.[68]
- Ingreso Prioritario de Equidad de Género (PEG):  Para mujeres postulantes a la Facultad de Ciencias Físicas y Matemáticas .[69] Consiste en cupos especiales en el Plan Común de Ingeniería y Ciencias para las primeras 40 jóvenes que queden en lista de espera.[70]
- Convenios étnicos: Se trata de cupos supernumerarios en algunas de sus carreras para los postulantes pertenecientes al pueblo Rapa Nui y Kawésqar.[71]
- Estudiantes ciegos: Para estudiantes ciegos que cuenten con la Credencial de Discapacidad.[72]
- Soldados conscriptos: Dirigido a soldados conscriptos del Ejército de Chile que pertenezcan  a los siete primeros deciles de más bajos ingresos. Consiste en 12 cupos supernumerarios en el Programa Académico de Bachillerato para soldados que estén realizando el servicio militar.[73][74]
- Programa "Escuela de Desarrollo de Talentos": Programa de la Facultad de Economía y Negocios con clases semanales, por dos años consecutivos previos al ingreso universitario, que contemplan un entrenamiento sistemático en diversas competencias y habilidades.[75]
- Titulados o graduados: Para quienes estén en posesión de un título profesional o de un grado académico otorgado o reconocido por la Universidad de Chile, u otorgado por otra entidad de educación nacional o extranjera.[76]
- Cambios internos de carrera dentro de la Universidad de Chile[77]
- Alumnos con estudios cursados en otras universidades: Para estudiantes provenientes de universidades nacionales o extranjeras que solicitan cambio a la misma o a otra carrera o programa de la Universidad de Chile.[78]

### Postgrado
La Universidad de Chile cuenta con el sistema de postgrado más grande y complejo del país conformado por 38 programas de doctorado, 137 programas de magíster, 76 programas de postítulo y 14 cursos de especialización.

## Investigación
La Universidad de Chile destacada en ránquines internacionales y nacionales por su productividad científica e impacto de sus publicaciones, lidera además el sistema nacional de fondos concursables. Esta Casa de Estudios es la primera en adjudicaciones de Conicyt -centros de investigación de excelencia, FONDEF, FONDECYT, infraestructura- entre otros. Es uno de los pocos planteles de educación superior chilenos que realiza estudios en todas las áreas del conocimiento. Asimismo, cuenta con 12.037 publicaciones indexadas en el Institute for Scientific Information, Web of Science (ISI-WOS) entre 2010 y 2016.

### Centros y programas

#### Centros Científicos y Tecnológicos de Excelencia (PIA)

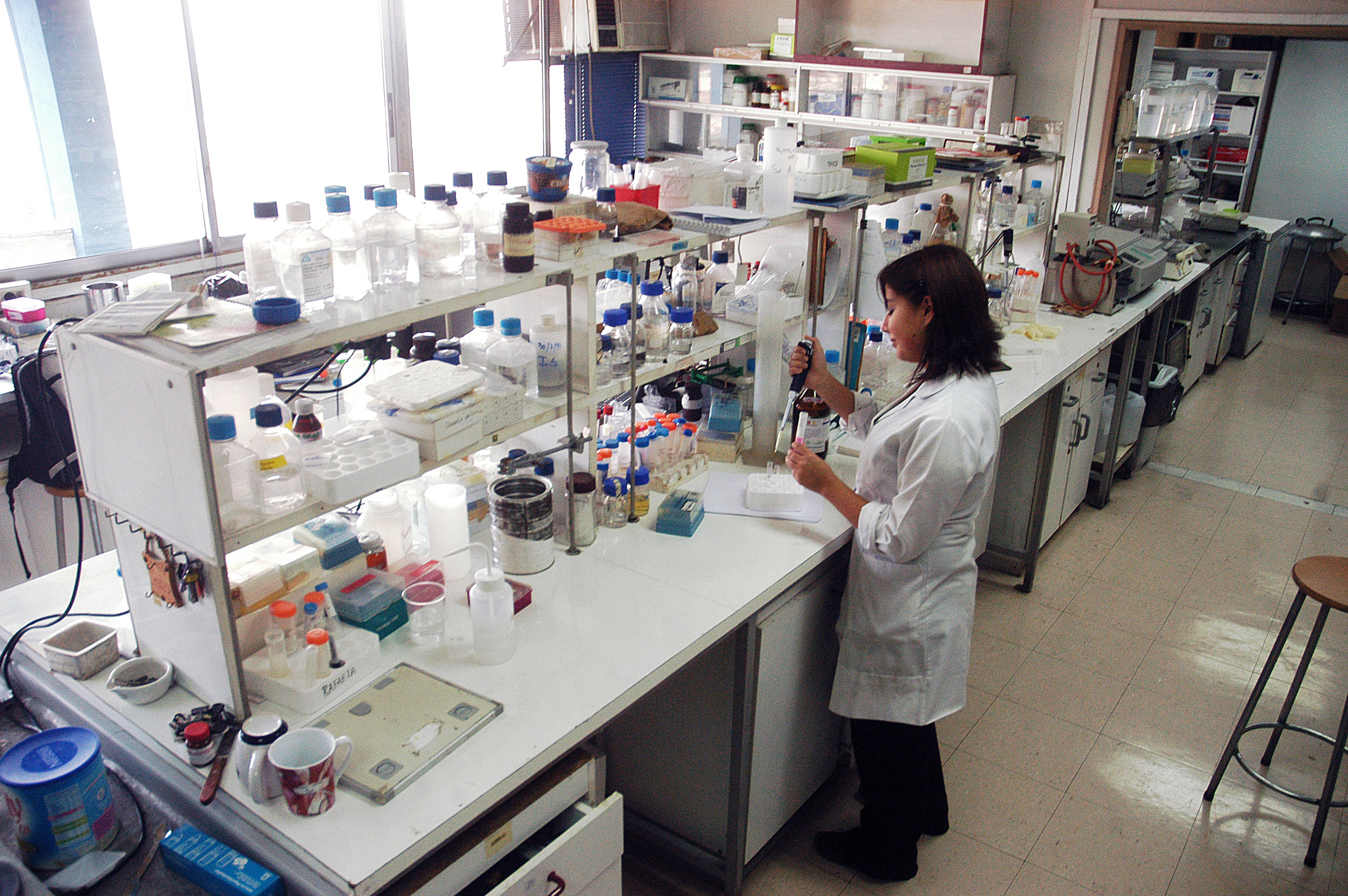
La Universidad lidera gran cantidad de centros de investigación.

El Programa de Financiamiento Basal para Centros Científicos y Tecnológicos de Excelencia potencia investigación básica y aplicada que se vincule a desafíos del país y que además esté conectada con el sector productivo. La Universidad de Chile lidera 5 de estos centros:
- Centro de Excelencia en Astrofísica y Tecnologías Afines: Comenzó a operar en 2008 y reúne más del 70% de toda la masa crítica de investigadores nacionales ligados al área. Participan la U. de Chile, la Pontificia Universidad Católica de Chile y la Universidad de Concepción.[84][85]
- Centro de Investigación Avanzada en Educación: Se inauguró el 3 de diciembre de 2008 y es una iniciativa conjunta entre la U. de Chile, la Universidad de Concepción y la Pontificia Universidad Católica de Valparaíso. Realiza investigación científica en educación sobre políticas educacionales, profesión docente, calidad de enseñanza, neurociencia, cognición y tecnologías de la información y cerebro, entre otros temas.[86][87]
- Centro Avanzado de Tecnología para la Minería (AMTC): Se creó en 2009 y es el principal centro de investigación en la materia en Chile. Además de transferir nuevas tecnologías, busca formar capital humano.[88] El Centro cuenta con el apoyo de Codelco y de BHP Billiton Metales Base.[89]
- Centro de Biotecnología y Bioingeniería: Se creó el año 2014 y su línea de investigación son las enfermedades infecciosas y el desarrollo de nuevos antibióticos y drogas anticancerígenas. Además de la U. de Chile, tiene participación de científicos de Universidad de Antofagasta, Universidad de Santiago, Universidad de La Frontera y Universidad de Los Lagos.[90]  Investiga temas claves de la biotecnología y la bioingeniería modernas, incluyendo aplicaciones en la industria.[91]

#### Centros de investigación Fondap
El Fondo de Financiamiento de Centros de Investigación en Áreas Prioritarias (Fondap), aúna la actividad de grupos de investigadores en áreas del conocimiento de importancia para el país. Financia centros por un período de 5 años, extensible en otros 5 adicionales.
- Centro de Regulación del Genoma: Investiga las redes génicas involucradas en el crecimiento y desarrollo, así como la respuesta a estrés abiótico en sistemas modelos bacterianos, vegetales y animales. Junto a científicos de la Universidad de Chile, participan profesionales de la Pontificia Universidad Católica y de la Universidad Andrés Bello.[93]
- Centro de Excelencia en Geotermia de Los Andes (CEGA): A través de la investigación y su estudio, promueve el desarrollo de la energía geotérmica como un recurso sustentable. Está integrado por un equipo de investigadores de esta Casa de Estudios y de la Pontifica Universidad Católica, la Universidad Católica del Norte, la Universidad de Atacama y la Universidad de Concepción.[94]
- Centro de Ciencia del Clima y la Resiliencia (CR)2: Estudia de manera interdisciplinaria la ciencia climática en Chile para mejorar la comprensión del sistema y la búsqueda de formas para adquirir resiliencia. Participan profesionales de la Universidad de Chile en asociación la Universidad Austral y la Universidad de Concepción.[95]
- Centro de Estudios Avanzados de Enfermedades Crónicas: Su investigación busca identificar los elementos comunes para las principales enfermedades crónicas que permitan ofrecer estrategias de prevención o control del daño.[96]
- Centro de Estudios para el Conflicto y la Cohesión Social: Se centra en cuatro líneas de investigación: Desarrollo productivo y equitativo; interacciones grupales e individuales; desarrollo territorial para la cohesión social y conflicto social y político.[96]
- Centro de Investigación de Energía Solar: Aprovechando la potencialidad del norte chico los científicos de este centro buscan entregar herramientas y conocimiento para el desarrollo de soluciones tecnológicas que contribuyan al establecimiento de una matriz energética sustentable.[97]
- Centro de Modelamiento Matemático: Se fundó en 2000 y se aboca a la creación de nuevas matemáticas, su difusión internacional y su uso en la comprensión y solución de problemas complejos.[98]

#### Institutos Milenio
Los Institutos Milenio realizan investigación científica a niveles similares que en países avanzados, tanto en áreas de las ciencias naturales y exactas, como también de las ciencias sociales. La Universidad de Chile lidera cuatro de estos centros.
- Instituto Milenio para la Investigación en Imperfecciones de Mercado y Políticas Públicas: El quehacer de este instituto está concentrado en tres grandes áreas: organización industrial, finanzas y economía política.[99]
- Instituto de Neurociencia Biomédica: Los científicos que lo integran realizan estudios para comprender y conocer en profundidad el sistema nervioso humano y su funcionamiento. Con esto se espera entender las causas de las enfermedades neurológicas y psiquiátricas.[100]
- Instituto Sistemas Complejos de Ingeniería: Entre otras líneas, realiza modelos aplicados y optimización en gestión de operaciones. Ha desarrollado proyectos con la JUNAEB, significando un ahorro del 20% del costo de distribución de un millón y medio de raciones alimenticias diarias; además de trabajos en el ámbito de la minería y forestal.[101]
- Instituto Milenio de Ecología y Biodiversidad: Sus áreas de investigación son la paleoecología, paleoclimatología, biogeografía, macroecología, dinámica de ecosistemas, ecología forestal, ecología evolutiva, filogenética molecular, biología reproductiva de plantas, biología del comportamiento, microevolución, modelamiento ecológico, biología de la conservación, ética ambiental y conservación biocultural.[102]
- Instituto Milenio de Astrofísica: Entre sus líneas de investigación está el descubrimiento y caracterización de las supernovas y el origen, estructura y evolución del Vía Láctea y las galaxias del Grupo Local.[103]
- Instituto Milenio en Inmunología e Inmunoterapia: Estudia de forma integrada el sistema inmunológico, para colaborar en la elaboración de terapias, estrategias profilácticas como vacunas y métodos de diagnóstico. Entre las enfermedades que investiga este centro están el cáncer, la autoinmunidad, la hipertensión y las infecciones.[104]

#### Núcleos Milenio
La Universidad de Chile tiene participación cuenta en los siguientes Núcleos Milenio:
Ciencias Naturales
- Núcleo Milenio Discos Protoplanetarios en Alma Early Science (MAD)
- Núcleo Milenio Información y Coordinación en Redes
- Núcleo Milenio Centro Interdisciplinario de Líquidos Iónicos (CILIS)
- Núcleo Milenio Paleo Clima del Hemisferio Sur
- Núcleo Milenio Modelos Estocásticos de Sistemas Complejos y Desordenados
- Núcleo Milenio Centro de Investigación de la Web Semántica
- Núcleo Milenio Intervención Psicológica y Cambio en Depresión
- Núcleo Milenio Centro para la Neurociencia de la Memoria (CENEM)

### Producción científica y publicaciones
Entre 2016 los investigadores de esta Casa de Estudios publicaron 2.257 artículos científicos en revistas indexadas en el Institute for Scientific Information, Web of Science (ISI - WOS).

#### Repositorio Académico de la Universidad de Chile

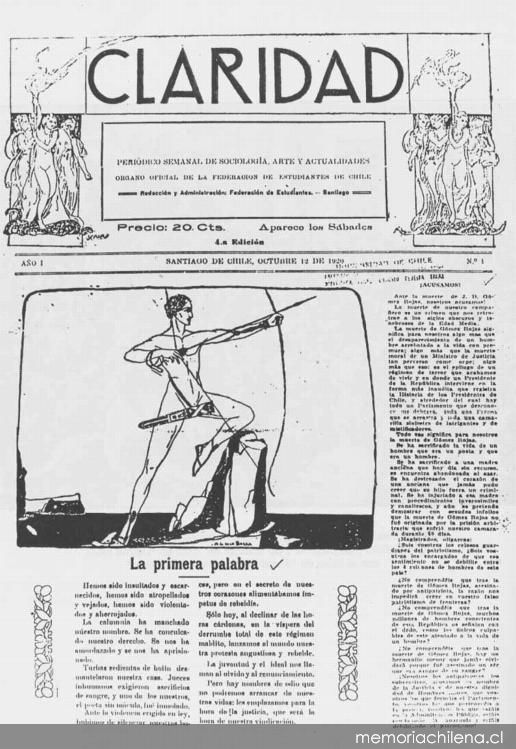
Primer número de la revista Claridad. Fuente: Memoria Chilena.

El repositorio incluye texto completo de artículos de revistas, libros digitales, documentos, ensayos, ponencias, materiales docentes, presentaciones, apuntes de clases, informes técnicos, obras de arte, imágenes, entre otros, que son de autoría de los académicos e investigadores de la Universidad de Chile. Esta "memoria digital" de la productividad de conocimiento de la institución es administrada por la Dirección de Servicios de Información y Bibliotecas (SISIB) sobre la base del software DSpace, desarrollado por el Massachusetts Institute of Technology (MIT) en alianza con Hewlett-Packard.
Utiliza la tecnología Open Archives Iniciative (OAI), protocolo de interoperabilidad estándar que permite la conexión entre los diferentes servidores y repositorios universitarios de todo el mundo, junto con la normalización del intercambio de metadatos. Se trata de la misma tecnología utilizada en la Universidad de Cambridge, Oxford, Berkeley, UCLA, MIT y Complutense de Madrid.

#### Libros
El Portal de libros electrónicos www.libros.uchile.cl reúne libros editados por distintas Facultades, Escuelas e Institutos de la Universidad, además de obras de valor histórico, que forman parte de las colecciones de las Bibliotecas de la Casa de Estudios.

#### Revistas
El sitio www.revistas.uchile.cl cuenta con la edición electrónica de más de 100 publicaciones seriadas de diversas disciplinas, tanto impresas como electrónicas, editadas por las distintas Facultades e Institutos de esta Casa de Estudios.
Algunas de las revistas disponibles son Anales de la Universidad de Chile, Acta Bioethica, Byzantion Nea Hellas, Boletín de Filología, Revista Chilena de Literatura, Revista de Filosofía, Revista Musical Chilena, Revista INVI, Avances en Cs. Veterinarias, Comunicación y Medios, Derecho y Humanidades, Revista de Urbanismo, Revista Chilena de Salud Pública, Revista Chile de Terapia Ocupacional y Revista Chilena de Historia de Derecho.
En este repositorio también se encuentran disponibles, a pesar de no estar vigentes, dos publicaciones elegidas por su valor histórico y patrimonial: la colección completa de los Anales de la Facultad de Ciencias Jurídicas y Sociales (publicada entre 1935 y 1072) y la revista Claridad de la FECH (publicada entre los años 1920 y 1932).

## Vínculo con la sociedad

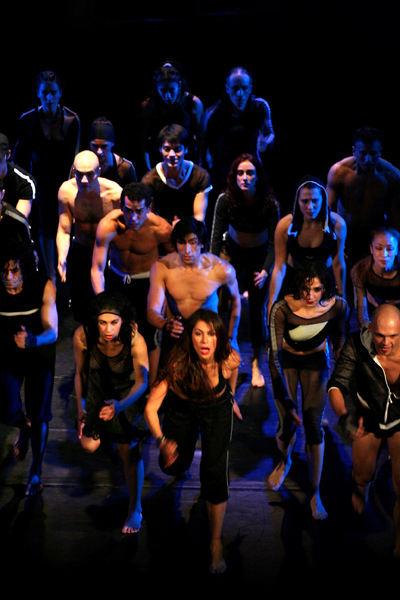
Ballet Nacional Chileno (BANCH).

### Artes y cultura
A través de los cuerpos estables del Centro de Extensión Artístico y Cultural Domingo Santa Cruz (CEAC), los museos, salas de exposiciones y teatros la Universidad realiza labores de difusión y extensión. Un ejemplo de esto son las giras de música y danza por el país, la participación en las Semanas Musicales de Frutillar, el Festival de Música Contemporánea y los Temporales Internacionales de Teatro en Puerto Montt, entre otras iniciativas.
Los museos universitarios, además de cumplir con el calendario de exposiciones y otros eventos, llevan a cabo cursos de extensión: el Museo de Arte Contemporáneo tiene programas dirigidos a escolares durante la época de vacaciones a través de EducaMac y el Museo de Arte Popular Americano realiza talleres de textiles.

#### Cuerpos artísticos estables
A través del Centro de Extensión Artística y Cultural (CEAC), que dirige Diego Matte, la Universidad de Chile agrupa a los conjuntos artísticos más antiguos del país. La temporada anual de conciertos se desarrolla en el Teatro de la Universidad de Chile, ubicado en la plaza Baquedano.
- Orquesta Sinfónica Nacional de Chile

Se fundó el 7 de enero de 1941, día en que bajo la dirección de Armando Carvajal se realizó su primer concierto en el Teatro Municipal. Es la Orquesta Sinfónica más antigua del país y actualmente está integrada por 91 músicos que se presentan en una extensa temporada de conciertos con más de 90 programas musicales diferentes.
En 1990 la agrupación recibió el Premio APES, que otorga la Agrupación de Periodistas de Cultura y Espectáculos y en 2001 fue reconocida por la Academia de Bellas Artes de Chile. En 2009 el Círculo de Críticos de Arte de Valparaíso le entregó el Premio a la Música a Francisco Rettig y a la Sinfónica por su versión de la Quinta Sinfonía de Gustav Mahler. Ese mismo año el conjunto fue distinguido con el Premio del Círculo de Críticos de Arte de Santiago. En 2012 recibió el Premio a la “Música Nacional” Presidente de la República 2011 que otorga el Consejo Nacional de la Cultura y las Artes. En 2014 fue reconocida por el Círculo de Críticos de Arte por su aporte al repertorio con la inclusión de obras nuevas.
Desde 2013 su director es el ruso Leonid Grin.
- Ballet Nacional Chileno

Es la primera compañía de danza de contemporánea de Chile y a lo largo de su historia ha presentado más de 200 coreografías nacionales y extranjeras. Fue fundado el 7 de octubre de 1945 con el bailarín alemán Ernst Uthoff en la triple labor de director, coreógrafo y profesor. Algunos de los montajes más exitosos de los primeros años fueron “Coppelia” y “Carmina Burana”. El BANCH fue el formador de la primera generación de bailarines y coreógrafos nacidos en Chile. En los últimos tres años más de 120 mil personas han asistido a presentaciones del BANCH. Desde 2013 su director es el francés Mathieu Guilhaumon.
- Coro Sinfónico

Se creó el año 1945 y su primer Director fue Mario Baeza Gajardo, quién en 1957 fundó el Coro Lex de la Facultad de Derecho.
En 1949 el coro se presentó por primera vez acompañando a la Orquesta Sinfónica, para interpretar “El Mesías” de Haendel, en una versión en castellano. Desde esa fecha se incorporó de forma permanente a las temporadas de conciertos junto a esta agrupación y también presentándose en solitario durante el año. En 2005 recibió el Premio a la Trayectoria otorgado por el Círculo de Críticos de Arte. Ese mismo año obtuvo el Premio APES en reconocimiento a su destacada trayectoria en la difusión musical durante seis décadas. Su director es el maestro Juan Pablo Villarroel
- Camerata Vocal

Se fundó en el año 2000 por integrantes del Coro Sinfónico y está conformado por 16 cantantes profesionales. El repertorio de la Camerata abarca 500 años de música, que va desde las composiciones clásicas a las contemporáneas.

#### Ballet Folklórico Antumapu
Esta compañía artística universitaria tiene su origen en la antigua Facultad de Ciencias Agrarias y Forestales de la Universidad, en el año 1971. Nació de la iniciativa de los propios estudiantes como una forma de difundir el folklore nacional. A cuatro décadas de su fundación ha creado más de 10 obras, ha realizado más de 2000 presentaciones en Chile y más de 25 giras por América y Europa, con un promedio de 60 actuaciones por año.
Cuenta con un Conjunto Folklórico de niños conocido como "Antumapitos", un programa en la Radio Universidad de Chile (102.5 FM) llamado "Chile, su tierra y su gente" y realiza las jornadas académicas “Folklore y sociedad”, cursos y talleres de diversas expresiones de música y danza.
Su director artístico es Oscar Ramírez Arriagada.

#### Sitios web culturales
La Universidad ha desarrollado sitios web temáticos para difundir el patrimonio cultural chileno en áreas como los pueblos originarios, literatura, historia, arte y arquitectura. Actualmente se pueden consultar páginas dedicadas a los premios Nobel Gabriela Mistral y Pablo Neruda, sobre grabados virtuales, la dramaturgia chilena, los yaganes y kawéskar, entre otros. Se incluye material de imágenes videos, obras, entrevistas y artículos de prensa.

### Ciencias

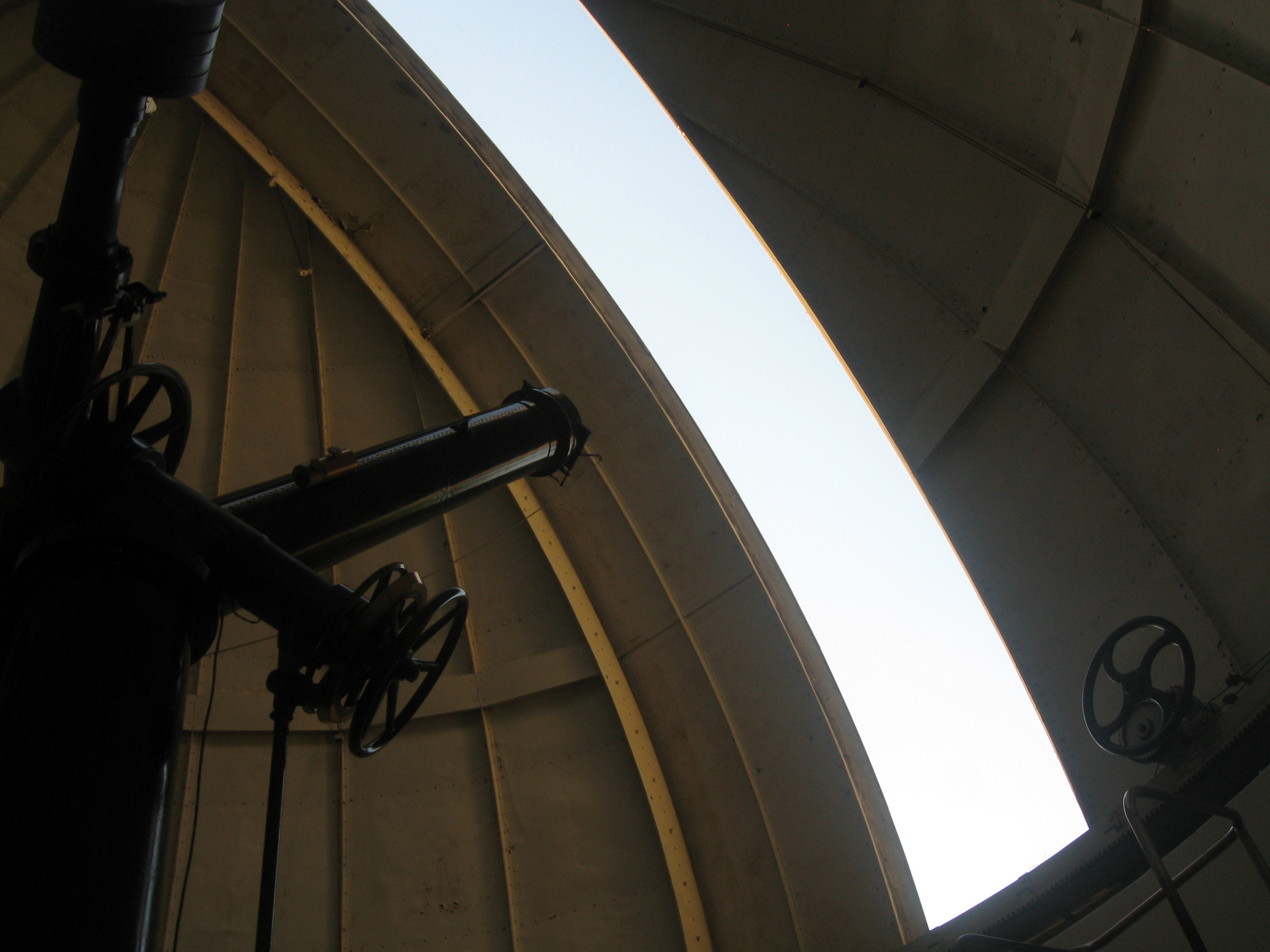
Antiguo telescopio refractor instalado en el Observatorio Astronómico Nacional.

La Universidad realiza acciones orientadas a prevenir y enfrentar eventos como emergencias sísmicas a través del Centro Sismológico Nacional y su programa de medición de riesgo sísmico, y también a peligros asociados a riesgos geológicos en el Departamento de Geología que ha realizado estudios de la Falla de San Ramón, el terremoto de Aysén y del Maule.
También se llevan a cabo mediciones de radiaciones ultravioleta y cósmica y de la capa de ozono; además de análisis de fenómenos naturales de orden climatológico y atmosférico y la aplicación de tecnologías espaciales. En el Observatorio Astronómico Nacional, ubicado en la cima del cerro Calán en Las Condes, se desarrollan actividades de investigación y también docentes para la comunidad.
Por otro lado, el Centro de Investigación, Desarrollo e Innovación de Estructuras y Materiales (IDIEM) presta labores de inspección y evaluación de infraestructura, además de investigación y asesoramiento tecnológico a diversas obras.
El conocimiento que se genera en la Universidad también contribuye al funcionamiento de organismos estatales como la Oficina Nacional de Emergencias (ONEMI), el Instituto Nacional de Estadísticas (INE), la Corporación Nacional Forestal (CONAF), el Instituto de Fomento Pesquero (IFOP), la Fuerza Aérea de Chile (FACH), la Comisión Nacional del Medio Ambiente (CONAMA), la Corporación de Fomento de la Producción (CORFO) y el Servicio Hidrográfico y Oceanográfico de la Armada (SHOA), entre otros.

### Ciencias jurídicas, sociales y políticas públicas
La Universidad de Chile lleva a cabo gran cantidad de actividades de asesoramiento a la comunidad en temas como el derecho y las ciencias sociales. La Facultad de Derecho tiene un programa de Clínicas Jurídicas, en la que los futuros abogados adquieren habilidades prácticas a través del trabajo con casos reales y brindan atención gratuita a personas de escasos recursos. Esta misma unidad académica fue la encargada de delinear las bases de la Reforma Procesal Penal en la que comenzó a trabajar el Ministerio de Justicia a partir de 2004.
En el Centro Interdisciplinario de Estudios de Género, en la Facultad de Ciencias Sociales, realiza iniciativas destinadas a la difusión y apoyo de la problemática de género tanto en universidades regionales, como en ONGs y organismos públicos, impartiendo cursos de capacitación y perfeccionamiento en los que se problematizan el tema del género.
La Facultad de Gobierno está constantemente realizando jornadas de discusión sobre políticas públicas, seguridad ciudadana y opinión pública. Durante 2013 desarrolló una serie de seminarios en conjunto con la Asociación Nacional de Empleados Fiscales que incorporó a académicos, políticos y actores sociales, sindicales y gremiales. También lleva adelante estudios presidenciales sobre la formación de los gabinetes en los gobiernos, los cuerpos de asesores y análisis comparativos de los programas y los discursos presidenciales.

### Comunicaciones y editoriales

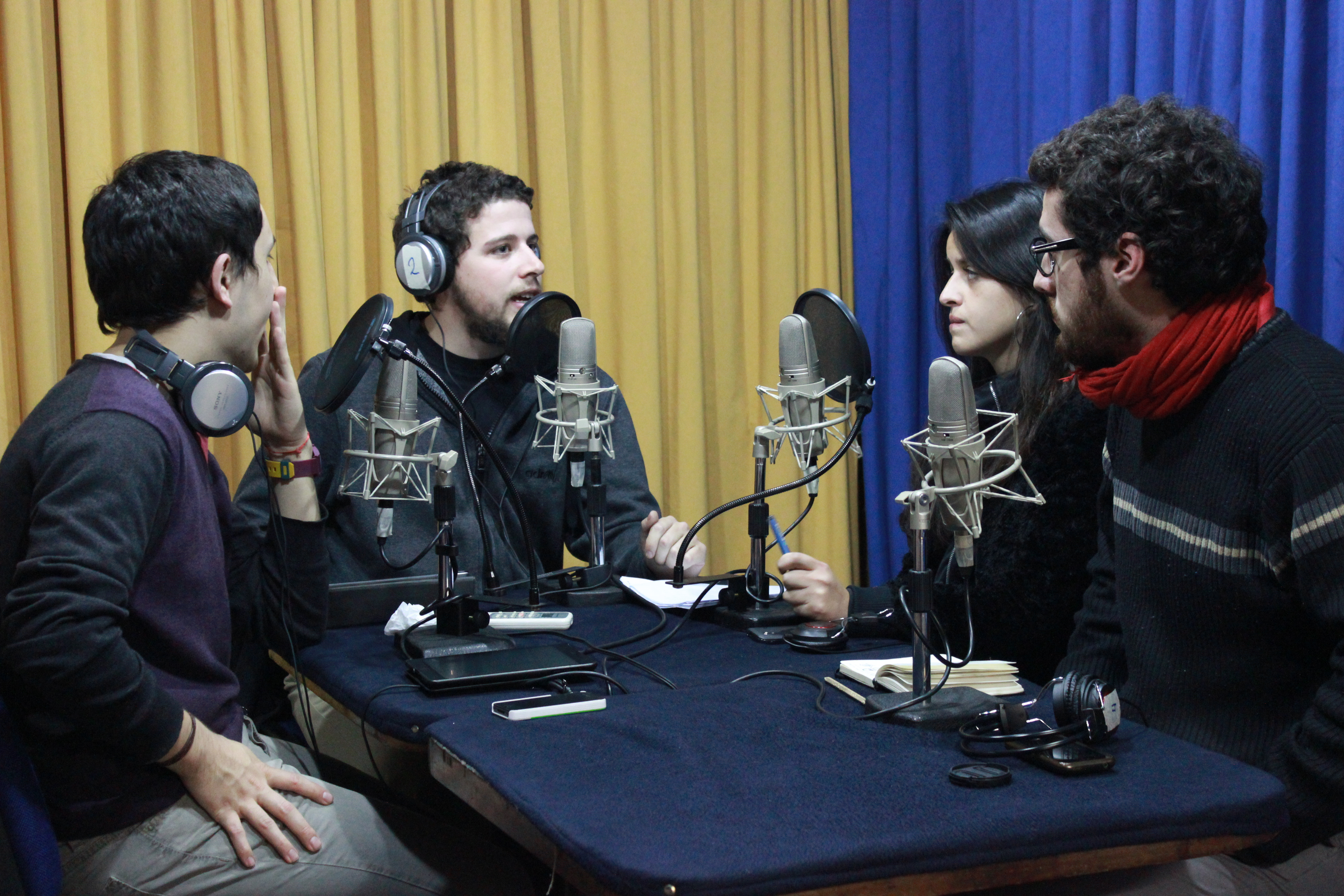
Programa "Libre y Gratis" de la Radio Universidad de Chile.

La Radio Universidad de Chile, fundada en 1981, funciona a través de la frecuencia 102.5 en Santiago y por internet para el resto del mundo. Su parrilla programática incluye programas de algunas Facultades u otros organismos de la Universidad como "A tu Salud" de la Facultad de Odontología y "Quiero ser científico" de la Facultad de Ciencias. También emite "Educación en el aire", un programa del Senado Universitario y "Libre y Gratis", realizado por la FECh. Estos se suman a los espacios más antiguos y tradicionales de la emisora: Radioanálisis, Vuelan las Plumas, Semáforo y Radiópolis. La radio tiene además un diario electrónico y una editorial propia llamada “Ediciones Radio Universidad de Chile”.
La Facultad de Comunicación e Imagen tiene desde 2004 la radio comunitaria Juan Gómez Millas que transmite a través de internet. Además de información de interés de la comunidad universitaria, la emisora transmite contenido dedicado a los vecinos del campus ubicado en el límite de Ñuñoa con Macul.
Otro medio de difusión del conocimiento de la Casa de Estudios es la Editorial Universitaria, fundada en 1942 y que publica obras de todos los ámbitos del conocimiento, con énfasis en la educación. La Editorial vende sus publicaciones por internet y también en la tienda ubicada a un costado de la Casa Central.

### Educación
El Liceo Experimental Manuel de Salas, fundado en 1932, pasó a depender directamente de la Universidad de Chile diez años después de su creación. Se trata de un establecimiento de enseñanza preescolar, básica y media, cuyo objetivo es la aplicación y experimentación de nuevas organizaciones, métodos y programas de enseñanza académica.
En el ámbito de la educación, la Facultad de Artes cuenta con un establecimiento dependiente que otorga formación a jóvenes con aptitudes sobresalientes en el campo del arte, la música y la danza: el Instituto de Estudios Secundarios (ISUCH). Los estudiantes tienen una jornada dividida entre los estudios formales en la mañana y la formación en especialidades artísticas por la tarde, en las respectivas sedes de la Facultad.
El Departamento de Evaluación, Medición y Registros Educacional (DEMRE) es un organismo técnico que desarrolla y construye instrumentos de evaluación y medición de las capacidades. Se creó en 1966 bajo el nombre de Oficina de Selección y Admisión de Alumnos (OSAA) y se encargó de administrar lo relacionado con la nueva Prueba de Aptitud Académica que se rindió en enero de 1967. Las demás universidades fueron incorporándose poco a poco a este mecanismo de admisión. Actualmente es el Consejo de Rectores el que toma las decisiones y entrega los lineamientos sobre la prueba, y el DEMRE se encarga de ejecutarlos. Este organismo elabora, pilotea y pretestea las preguntas que contienen los test, arma las pruebas, se encarga del proceso de inscripción, postulación y selección y coordina con los colegios la información sobre el NEM y el ranking de notas.
La Universidad también entrega herramientas para el perfeccionamiento y actualización de los docentes a través de su Programa de Educación Continua para el Magisterio (PEC) que funciona desde 1999. A 2014 han participado en sus cursos más de 18 000 personas.
Por otro lado existen otras iniciativas orientada a estudiantes de enseñanza media, como la Escuela de Verano (EdV) de la Facultad de Ciencias Físicas y Matemáticas, que se fundó en 1988. Este programa ofrece cursos durante las vacaciones con temáticas variadas como ciencias físicas, ingeniería, matemáticas, ciencias sociales, humanidades, artes visuales, biología y ciencias biomédicas. La EdV tiene además una versión virtual, la que es gratuita.
Además, la Universidad cuenta con el Centro Tecnológico Ucampus creado para dar respuesta a las necesidades de gestión educacional de la Facultad de Ciencias Físicas y Matemáticas de la Universidad de Chile, para luego dar pasó a ser la solución tecnológica de la universidad como también el de Universidad de Aysén, Universidad Metropolitana de Ciencias de la Educación, Universidad Abierta de Recoleta, Universidad de O'Higgins, Instituto Nacional del Fútbol y la Escuela de Gendarmería de Chile.

### Salud

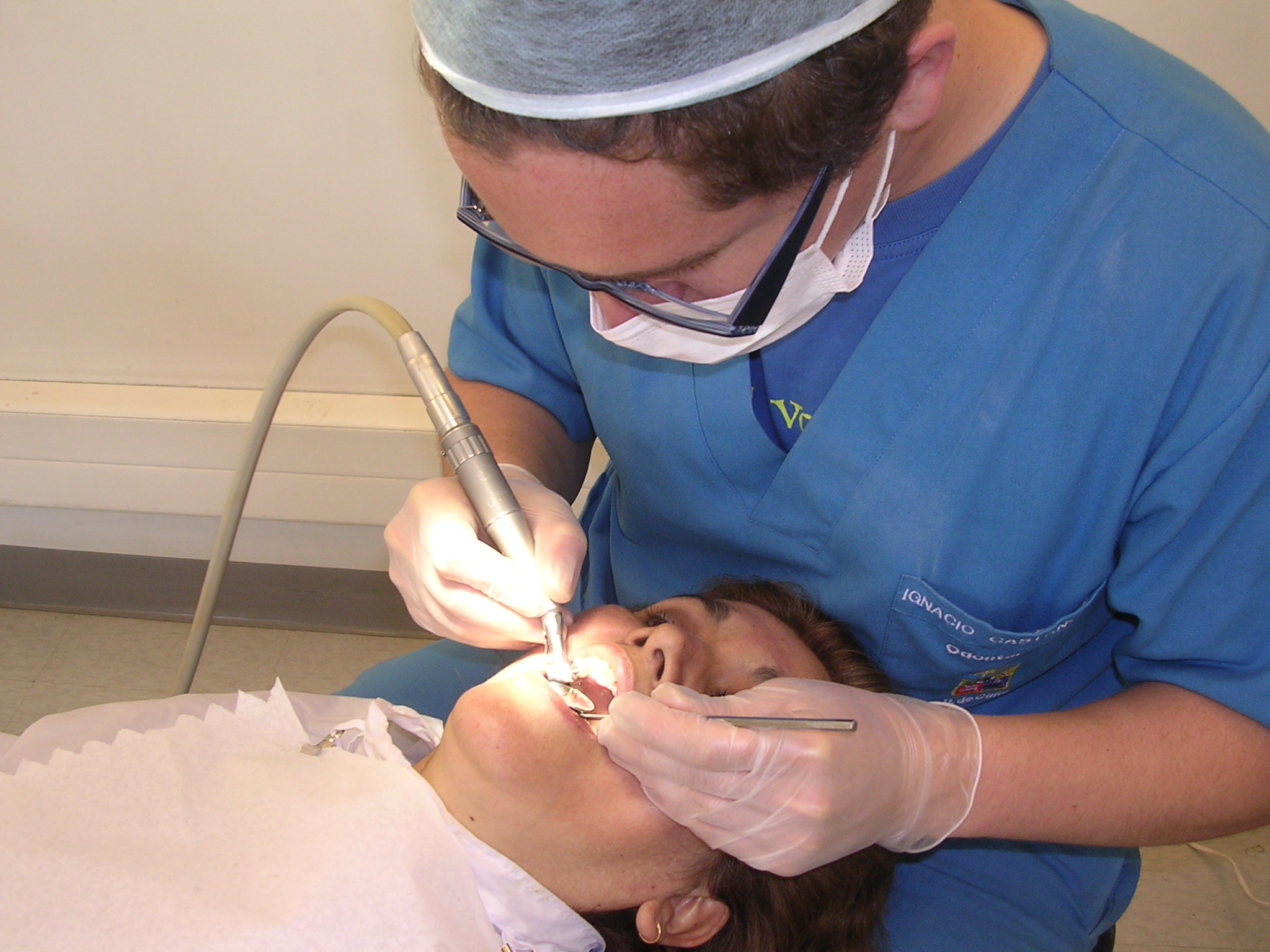
Clínica de la Facultad de Odontología.

A través de centros de atención e investigación la Casa de Estudios realiza aportes en el área de salud, principalmente mediante el Hospital Clínico de la Universidad de Chile que tiene servicios clínicos en más de 20 especialidades entre las que se encuentran cardiología, cirugía, dentomaxilofacial, genética, nefrología, oftalmología, oncología, otorrinolaringología, pediatría, psiquiatría y reumatología. Esto se complementa con el trabajo en los distintos campos clínicos de la Facultad de Medicina en la región y la atención que se presta en el Centro de Medicina Reproductiva y Desarrollo Integral de la Adolescencia, en la Clínica de Atención Psicológica – CAPs de la Facultad de Ciencias Sociales y en la Clínica Odontológica de la Facultad de Odontología.
En el campo de la medicina reproductiva, el Instituto de Investigaciones Materno Infantiles (IDIMI), ofrece diagnóstico y tratamiento de diversas patologías, determinación de hormonas, estudio de material genético, imagenología, estudio de gametos y alteraciones del crecimiento y desarrollo en niños.
El INTA dispone de una serie de laboratorios destinados a desarrollar investigación y tecnología aplicadas con relación a las enfermedades genéticas y metabólicas, la epidemiología nutricional y genética y el sueño y la neurobiología funcional, entre otros temas. También existe el Centro de Diagnóstico (CEDINTA), centro de salud de atención ambulatoria, que entrega atención clínica a pacientes portadores de enfermedades asociadas a la nutrición.
La Facultad de Ciencias Veterinarias y Pecuarias posee dos centros de atención para animales: el Consultorio Veterinario El Roble, ubicado en la comuna de La Pintana, y el Hospital Clínico Veterinario en Providencia. En el Campus Sur también se realiza atención a través de una clínica de equinos, rumiantes y animales pequeños.

## Campus e infraestructura
En total cuenta con 4 113 706 m² de superficie urbana con 698 708 m² construidos y 103 963 943 m² de terreno agrícola.

### Casa Central
En 1872 fue inaugurado este edificio de fachada neoclásica que se extiende por la Alameda Bernardo O’Higgins entre las calles Arturo Prat y San Diego. El diseño es obra de Lucien Ambroise Hénault y fue la primera de muchas obras que el estado chileno le encomendó a este arquitecto francés. La construcción estuvo a cargo de Fermín Vivaceta, y la construcción del edificio demoró nueve años en ser edificada.
El eje de la Casa Central es el Salón de Honor, donde se realizan las ceremonias universitarias de mayor importancia. Ahí se encuentra el Escudo de la Universidad, obra del escultor Nicanor Plaza - autor además de la escultura de Andrés Bello ubicada en uno de los patios interiores y la que está en la Alameda- y el mural de Mario Toral que se inauguró en 2001. La Casa Central fue declarada Monumento Nacional el 7 de enero de 1974, con Decreto del Ministerio de Educación N°11 de ese año.

### Campus universitarios
La Universidad de Chile tiene 5 campus, todos distribuidos dentro de la Región Metropolitana.

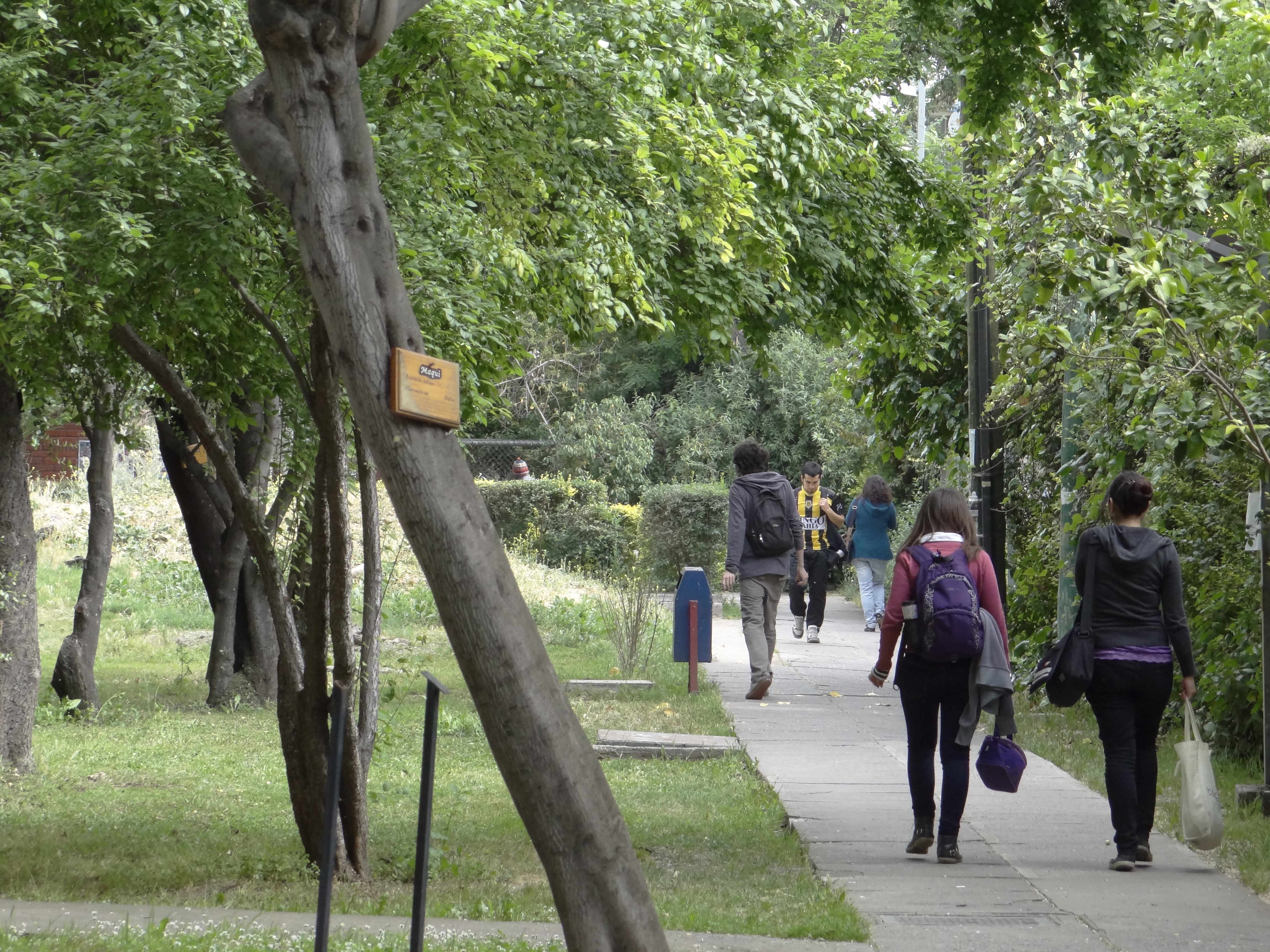
Campus Juan Gómez Millas en Ñuñoa.

- Campus Andrés Bello: Está emplazado en las comunas de Santiago y Providencia. Alberga algunas de las construcciones más antiguas y reconocidas de la Universidad: el edificio de la Facultad de Derecho y el de la Facultad de Arquitectura y Urbanismo, conjunto al que se suman la Facultad de Economía y Negocios, la Facultad de Gobierno, la sede de la FECh, la sede del Centro de Investigación Avanzada en Educación y la Torre 15 de Servicios Centrales.[148]
- Campus Beauchef: La Facultad de Ciencias Físicas y Matemáticas funciona en estas dependencias ubicadas en el sector del Club Hípico desde el 8 de abril de 1922.[149] A la infraestructura de salas, bibliotecas y laboratorios ya existentes, se sumó en 2014 el edificio Beauchef Poniente[150] que cuenta con 50 000 m² construidos, distribuidos en siete pisos sobre superficie y seis subterráneos. Allí se ubican oficinas, auditorios, sectores para el deporte y de recreación, y estacionamientos, entre otros espacios.
- Campus Juan Gómez Millas: Se encuentra aproximadamente en la intersección de la Avenida Grecia con José Pedro Alessandri, en la comuna de Ñuñoa y alberga las Facultades de Artes, Ciencias, Ciencias Sociales, Comunicación e Imagen y de Filosofía y Humanidades, además del Programa Académico de Bachillerato. Actualmente está en ejecución la Iniciativa Bicentenario Juan Gómez Millas, plan maestro con el que se modernizará la infraestructura de este Campus. En este marco ya se inauguraron en octubre de 2013[151] tres aularios con capacidad para 2.610 estudiantes en total.
- Campus Dra. Eloísa Díaz (Ex-Campus Norte): Se ubica en la comuna de Independencia y es la plataforma más importante en investigación científica y de formación de recursos humanos del país en las disciplinas de la salud, la biomedicina y la salud pública, concentradas en las Facultades de Ciencias Químicas y Farmacéuticas, de Medicina, de Odontología y en el Hospital Clínico Universidad de Chile (HCUCH).[152] El 21 de marzo del año 2019, el Senado Universitario aprueba, de manera unánime, el cambio de nombre de "Campus Norte" a "Campus Dra. Eloísa Díaz" en honor a la primera médico-cirujana del país.
- Campus Antumapu: Se estableció como Campus en 1999 y abarca más de 3 millones de metros cuadrados. Agrupa las Facultades de Ciencias Veterinarias y Pecuarias, Ciencias Agronómicas y Ciencias Forestales y de la Conservación de la Naturaleza, que se encuentran en La Pintana en el terreno conocido como Antumapu. También pertenece a este Campus el INTA, ubicado en la comuna de Macul, espacio donde se realiza docencia de postgrado e investigación.[153]

### Bibliotecas

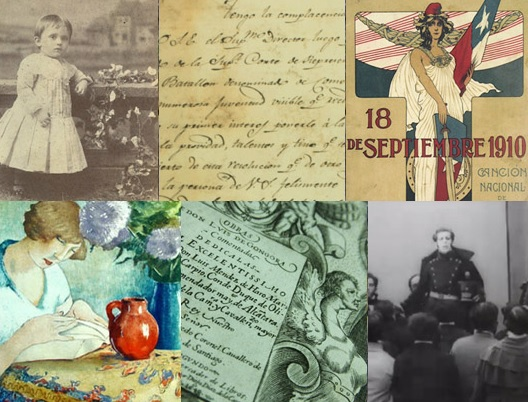
Colecciones digitalizadas.

El catálogo de la Casa de Estudios tiene más de 3 millones de libros, revistas, tesis y otros recursos disponibles en las 48 bibliotecas de la Universidad. Estas suman un total de 27.650 metros cuadrados de superficie, donde existen 5.298 puestos de lectura y 1050 computadores de uso público.

#### Biblioteca digital
El sitio web permite acceder a todos los materiales que están almacenados tanto en las bibliotecas, como en unidades de archivos y museos de la Universidad de Chile. Tiene almacenados más de 700 mil documentos entre tesis, revistas, archivos sonoros, imágenes, mapas, obras de arte y archivos audiovisuales.

#### Colecciones antiguas y valiosas
Colecciones patrimoniales y archivos de alto valor histórico están disponibles en formato digital para consulta a través de internet como la colección completa de los periódicos chilenos Aurora de Chile, Semanario Republicano, El Monitor Republicano y El Hurón.
Se encuentran digitalizadas partituras representativas de mediados del siglo XIX y la primera mitad del siglo XX de José Zamudio Zamora, Domingo Edwards Matte y Eugenio Pereira Salas y más de 5.500 partituras de música de cámara, instrumental, orquesta, canto y piano, manuscritos, partituras de bolsillo. También es posible revisar las tesis de egresados ilustres como Bejamín Vicuña Mackenna, Eloísa Díaz, Volodia Teitelboim, Elena Caffarena y Ricardo Lagos.

### Red de salud

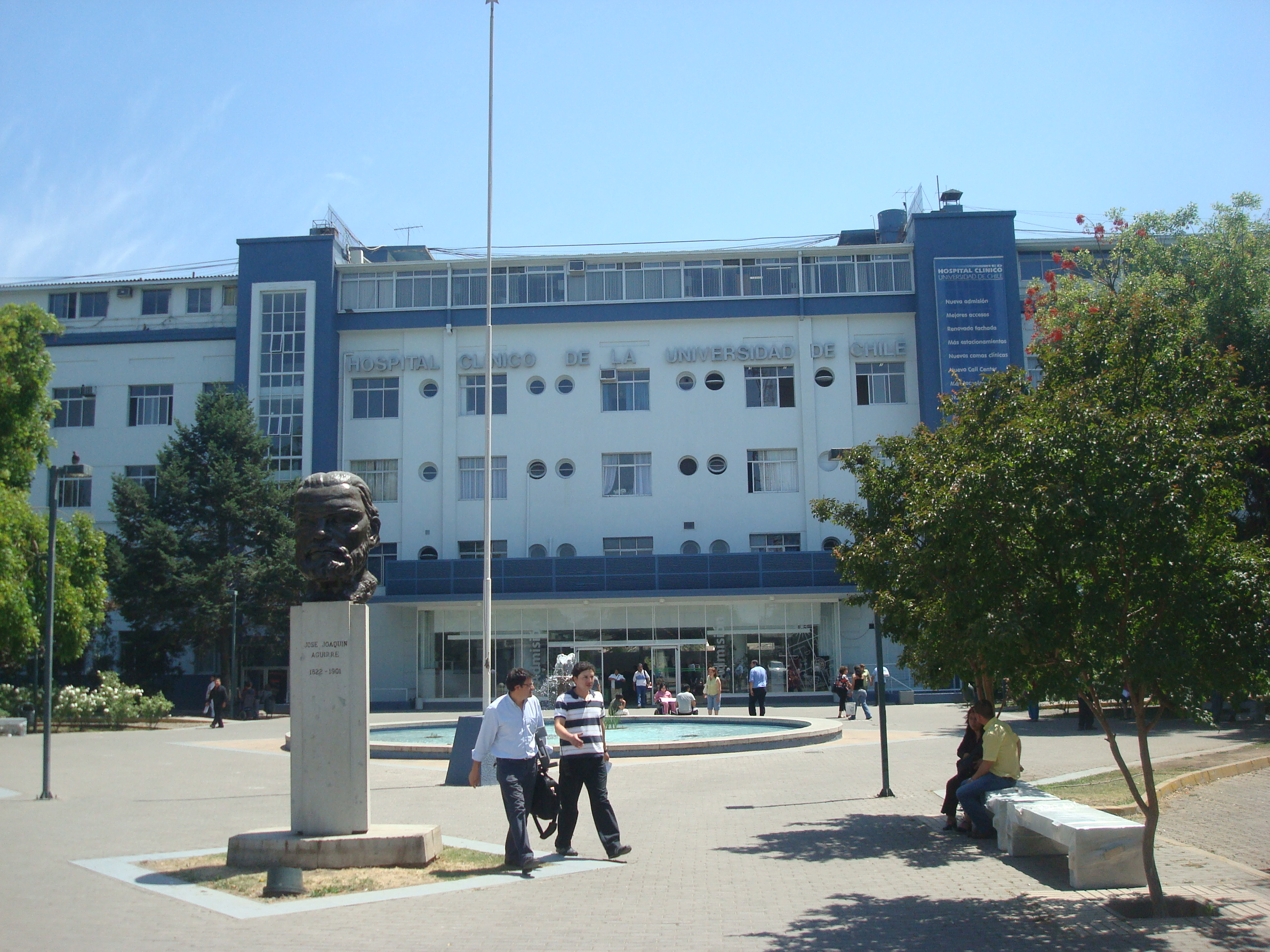
Hospital Clínico de la Universidad de Chile.

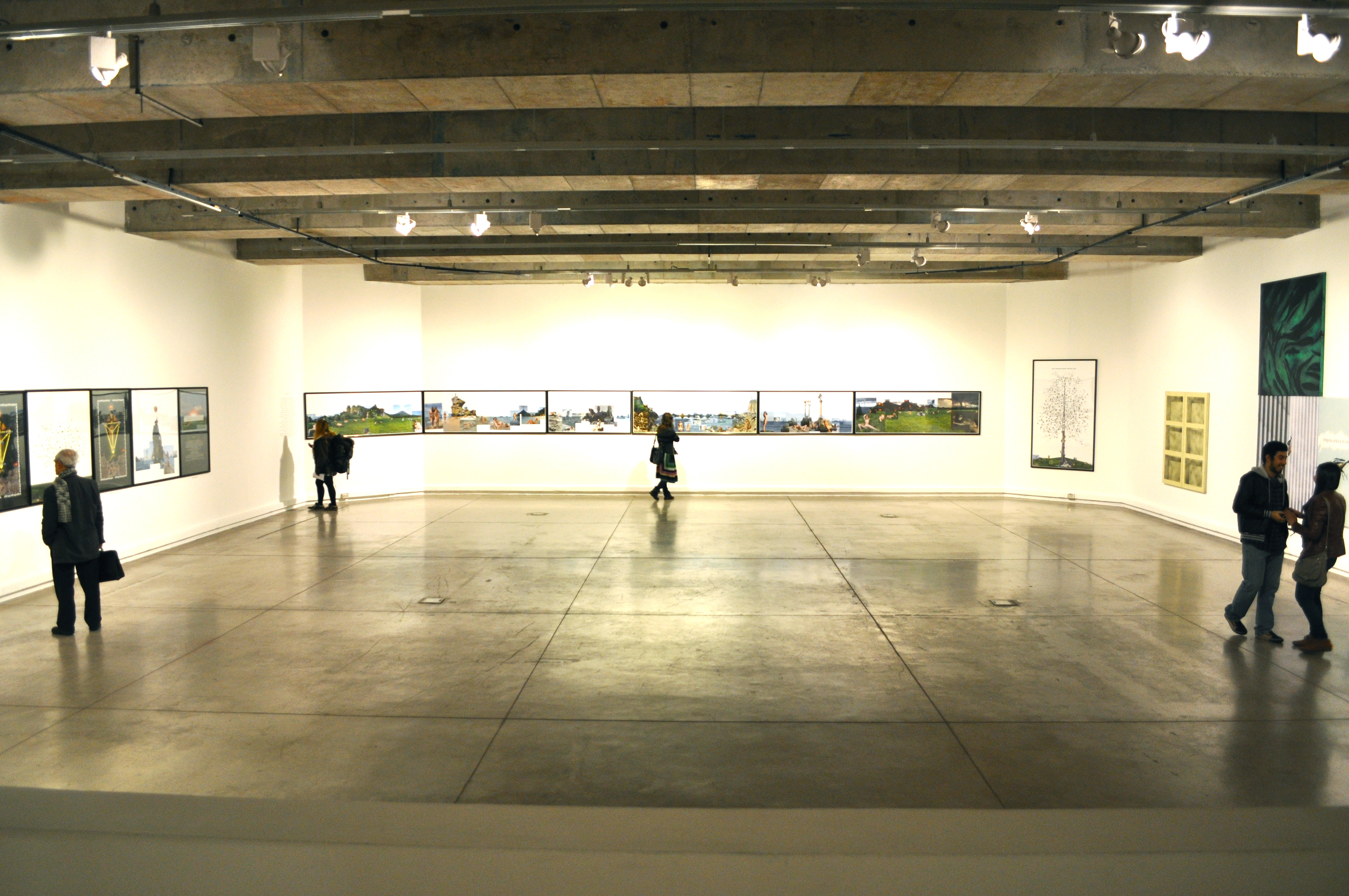
Sala del Museo de Arte Contemporáneo de la Universidad de Chile.

- Hospital Clínico: En 1952 el Gobierno de Chile decidió demoler el antiguo Hospital San Vicente de Paul y en su lugar erigir un nuevo centro a cargo de la Universidad de Chile, el que se bautizó con el nombre de uno de sus impulsores: el Dr. José Joaquín Aguirre, ex Decano de la Facultad de Medicina, ex Rector de la Casa de Estudios y médico discípulo de Lorenzo Sazié.[159] Es el primer Hospital Universitario del país y el principal campo clínico de la Facultad de Medicina.
- Clínica Odontológica: Dependiente de la Facultad de Odontología, realiza atenciones por problemas odontológicos de alta complejidad y resolución de patologías bucales. Se ubica en la comuna de Independencia.
- SEMDA: La Universidad también presta atención de salud a los estudiantes a través del Servicio Médico y Dental (SEMDA). Los Campus Juan Gómez Millas, Beauchef y Sur cuentan con atención de algunas especialidades en sus recintos, pero la mayoría de los servicios se presta en la sede de Independencia en la que los alumnos pueden consultar a profesionales de la Odontología, Oftalmología, Obstetricia, Psiquiatría y Nutrición, entre otras.[160]
- Clínica de Atención Psicológica - CAPs: La clínica dependiente de la Facultad de Ciencias Sociales, tiene más de 30 años de trayectoria y ofrece tratamientos psicoterapéuticos de tipo ambulatorio para niños, adolescentes, adultos, adultos mayores, parejas y familias, además de evaluaciones psicodiagnósticas (de personalidad y psicométricas) y psicojurídicas.[161] Se ubica en el Campus Juan Gómez Millas, comuna de Ñuñoa.

### Espacios culturales

#### Museos
- Museo de Arte Contemporáneo (MAC): Sedes Parque Forestal y Quinta Normal
- Museo de Arte Popular Americano “Tomás Lago” (MAPA)
- Museo Nacional de Medicina Enrique Laval
- Museo de Anatomía Normal, Comparada y Teratológico
- Museo de la Historia de la Farmacia Profesor César Leyton
- Museo Nacional de Odontología

#### Archivos
- Archivo Central Andrés Bello
- Cineteca

#### Teatro
- Teatro de la Universidad de Chile

#### Salas
- Sala Antonio Varas
- Sala Agustín Siré
- Sala Sergio Aguirre
- Sala Isidora Zegers
- Sala Juan Egenau
- Sala Gabriela Mistral

### Centros deportivos
- Piscina Universitaria
- Estadio Universitario Juan Gómez Millas
- Complejo Tenístico Quinta Normal

### Edificios patrimoniales

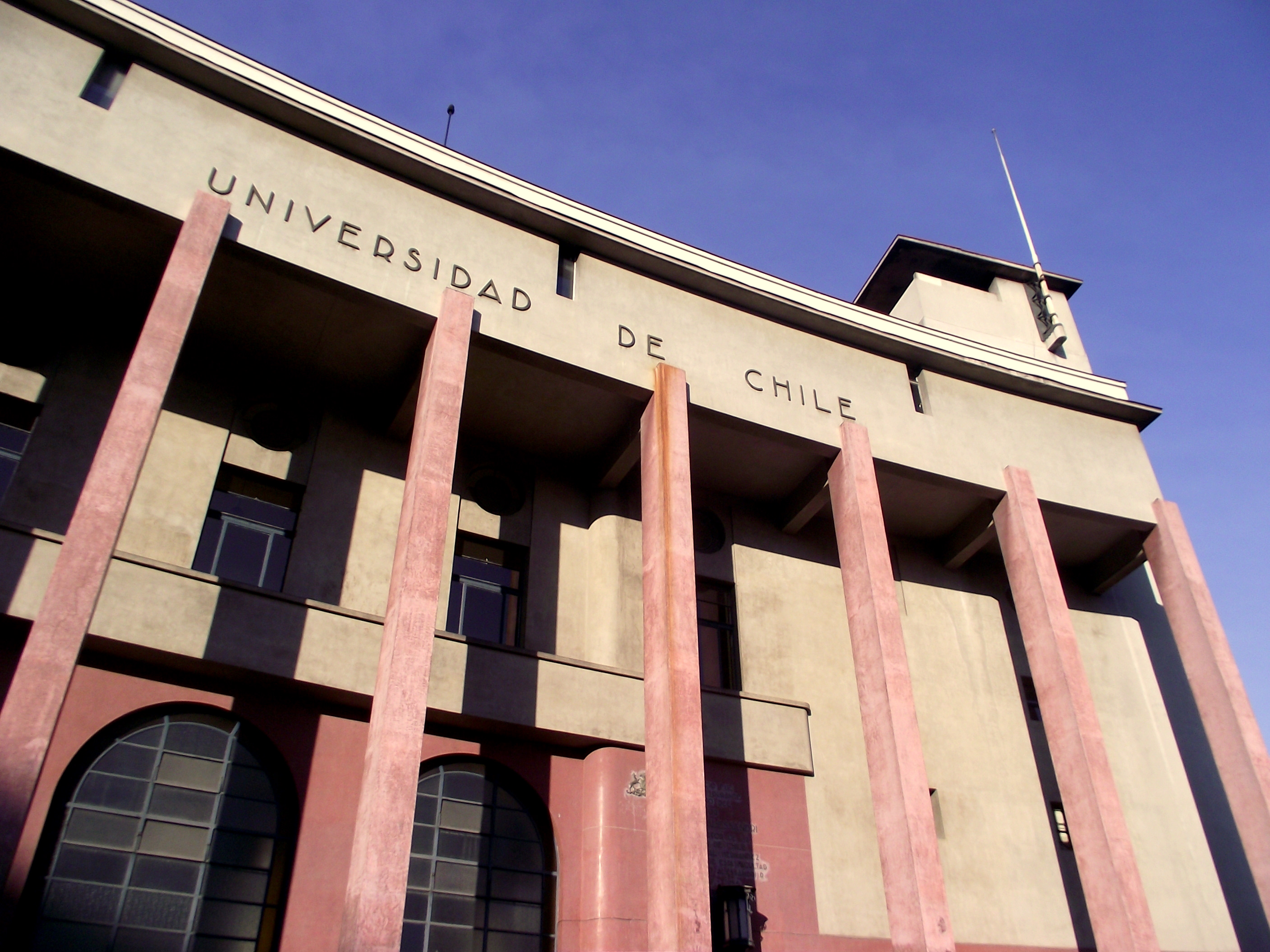
Fachada de la Facultad de Derecho

Hasta principios del siglo XX la Casa Central albergó gran parte de las Facultades y escuelas universitarias. Fue en esa época cuando comenzaron a construirse nuevos edificios, reconocidos como hitos urbanos de la ciudad y algunos declarados Monumento Nacional por su valor arquitectónico e histórico.
- Casa Central: Su arquitecto fue Lucien Ambroise Henault, y su constructor, Fermín Vivaceta. Se inauguró en 1872 y recibió la calificación de Monumento Nacional en 1974.
- Edificio Facultad de Derecho: Obra del arquitecto Juan Martínez, se inauguró en 1938. Fue declarada Monumento Nacional en 2014.[163]
- Edificio Facultad de Medicina: Se inauguró en 1960 y es obra del arquitecto Juan Martínez.[164]
- Edificio Facultad de Arquitectura y Urbanismo: Fue construido en 1883 y antes de funcionar como sede universitaria se utilizó como regimiento de caballería. La FAU se trasladó ahí en 1976.
- Edificio Facultad de Ciencias Físicas y Matemáticas: Se terminó de construir en 1922 y tiene la categoría de "Inmueble de Interés Histórico Artístico”.[165]
- Piscina Escolar: Este edificio de inspiración art decó fue proyectado por el arquitecto Luciano Kulcezwski e inaugurado en 1929. El MINVU lo calificó como Inmueble de Conservación y en 2016 fue declarado Monumento Nacional.[166]
- Palacio Claudio Matte: Originalmente era una casa residencial y fue adquirida por la Universidad en 1957. Fue la sede de la Escuela de Gobierno y Gestión Pública entre 1993 y 2010. Se declaró Monumento Histórico el año 1995.[167]
- Instituto de Anatomía: Fue inaugurado en 1922 bajo el nombre de "Anfiteatro de Anatomía José Joaquín Aguirre". En 2015 se declaró como monumento nacional en la categoría de monumento histórico, al "Anfiteatro del Instituto de Anatomía" y a las "Colecciones del Museo de Anatomía".[168][169]

## Hitos

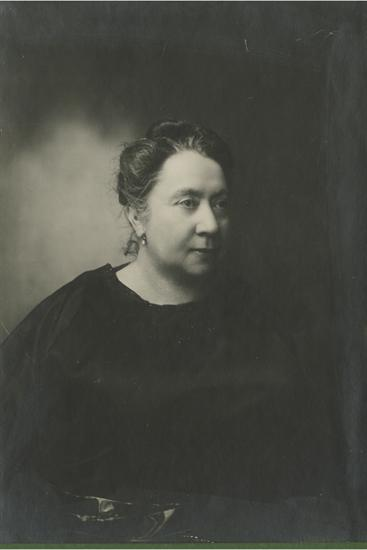
Eloísa Díaz fue la primera mujer en ingresar a la universidad en Chile y América Latina.

- Es la más antigua casa de estudios superiores de Chile, fue fundada en 1842.
- La primera mujer en cursar estudios universitarios en América Latina lo hizo en la U. de Chile: Eloísa Díaz Insunza,[170] que en 1887 se graduó como médica.
- También se graduó la primera licenciada en leyes del país, Matilde Throup en 1892, quien también es la primera abogada titulada en Chile; la primera química farmacéutica, Griselda Hinojosa en 1899; la primera ingeniera, Justicia Espada en 1919; la primera ingeniera agrónoma, Victoria Tagle en 1922; la primera arquitecta, Dora Riedel, en 1930,[171] la primera química, María Margarita Préndez en 1966.[172]
- En 1906 se fundó la primera y más antigua organización de estudiantes del país: la Federación de Estudiantes de la Universidad de Chile.[173]
- En esta Institución realizó docencia la primera académica universitaria: Amanda Labarca[174] que en 1922 fue nombrada profesora extraordinaria de la Facultad de Filosofía y Humanidades. Tenía 36 años.
- Los dos premios Nobel nacionales están ligados a esta Casa de Estudios: a pesar de no haber estudiado formalmente en este plantel, en 1923 la Universidad decidió otorgarle el título de Profesora de Castellano a Gabriela Mistral[175] y en 1954 recibió el grado de doctor honoris causa.[176] Luego de su muerte, en enero de 1957, sus restos fueron velados durante tres días en el Salón de Honor de la Casa Central;[177][178] por su parte Pablo Neruda[179] ingresó a estudiar en 1921 al Instituto Pedagógico y en 1962 la Facultad de Filosofía y Educación le otorgó la calidad de Miembro académico "en reconocimiento a su vasta labor poética de categoría universal". El poeta donó una biblioteca de cerca de 3500 obras y su colección de Caracolas, para que quedaran bajo el resguardo de la Universidad de Chile.[180]
- En el Hospital Clínico se llevó a cabo en 1966 la primera cirugía de trasplante renal.
- El grupo de meteorología de la Facultad de Ciencias Físicas y Matemáticas obtuvo la primera imagen satelital meteorológica de Chile el año 1966.
- Desde la U. de Chile salió el primer correo electrónico en 1985. Investigadores del Departamento de Ciencias de la Computación enviaron el texto "Si este mail te llega, abramos una botella de champaña" a sus pares del Departamento de Ingeniería Informática de la USACH.[181]
- En el año 1987 la Universidad inscribió el primer dominio en Chile (.cl). Fue www.uchile.cl.
- Es la primera universidad en contar con un senado universitario, el que funciona desde 2006.
- En 2007 estudiantes de la Facultad de Ciencias Físicas y Matemáticas construyeron el primer auto solar chileno: Eolian.[182]
- Un estudio sobre supernovas de autoría de académicos del Departamento de Astronomía fue la base para la investigación que en 2011 le permitió a Brian Schmidt ser distinguido con el Premio Nobel de Física.[183]
- 179 de los 207 Premios Nacionales de Ciencias, Literatura, Artes, Historia, Humanidades, Periodismo, Teatro, Educación y Música, han sido egresados, maestros o estudiantes de la Universidad de Chile.
- En 2017 puso en órbita el primer nano-satélite construido en Chile: SUCHAI[184]
- En 2022 puso en óribita el primer enjambre de nano-satélites construidos en Chile: SUCHAI 2, SUCHAI 3 y PlantSat[185]